# Tolentino
Pour les articles homonymes, voir Tolentino (homonymie).
Tolentino est une commune d'environ 18 870 habitants de la province de Macerata, dans les Marches, en Italie. La ville est connue en France pour avoir donné son nom au traité de paix, signé le 19 février 1797 entre la première République française et les États pontificaux.

## Géographie
La ville de Tolentino se trouve au centre de la vallée du Chienti, à une altitude moyenne de 230 m, dans la partie centre-sud de la région des Marches, à 20 km de la capitale provinciale de Macerata. Elle se situe à 27 km du bord de mer de Porto Civitanova ; à moins de 40 km des premières pistes de ski des monts Sibyllins ; à 60 km de la via Flaminia en direction de l'Ouest (vers Rome) et à 40 km de l’autoroute A14 Bologne-Tarente. 
« (...) Tolentino, petite Villete, au travers de laquele nous passames et rencontrames après le païs qui s’applanissoit, et n’avions plus à nos flancs que des petites cropes fort accessibles ; raportant cete contrée for à l’Agenois, où il est le plus beau le long de la Garonne. » 

Journal de Voyage de Michel de Montaigne. 

## Histoire

### Origines
De nombreuses tombes datant des VIIIe au IVe siècle av. J.-C., et la découverte en 1884 du fameux Ciottolo di Tolentino attesteraient de la présence d’une implantation florissante picénienne sur le lieu-même de l’actuelle Tolentino.
Les Picéniens seraient arrivés dans la vallée du Chienti selon la légende avec le "printemps sacré", c’est pourquoi certains jeunes migrèrent de la Sabine au-delà des Apennins pour trouver de nouvelles terres dans lesquelles s’installer.
Mais d’autres études ont conduit à l’hypothèse de l’implantation de personnes transadriatiques qui se seraient déplacées considérablement vers l’intérieur des terres. Ces théories ne trouvent pas encore de solution satisfaisante à l’origine de Tolentino, elles l’accroissent au contraire par la distinction conséquente et non improbable entre Picéniens et Picentins, ces derniers étant associés plus tard par les Romains à la tribu Velina.
Le même nom de Tolentino divise les savants quant à sa racine : certains la font dériver du grec "thòlos" (cumulus, en référence à la colline alluviale sur laquelle la ville se dresse), à celle plus récente qui le croit dérivé de la racine "Tul" avec le sens de "limite" ou plutôt "limite finale".
Ier au IXe siècle

### Époque romaine

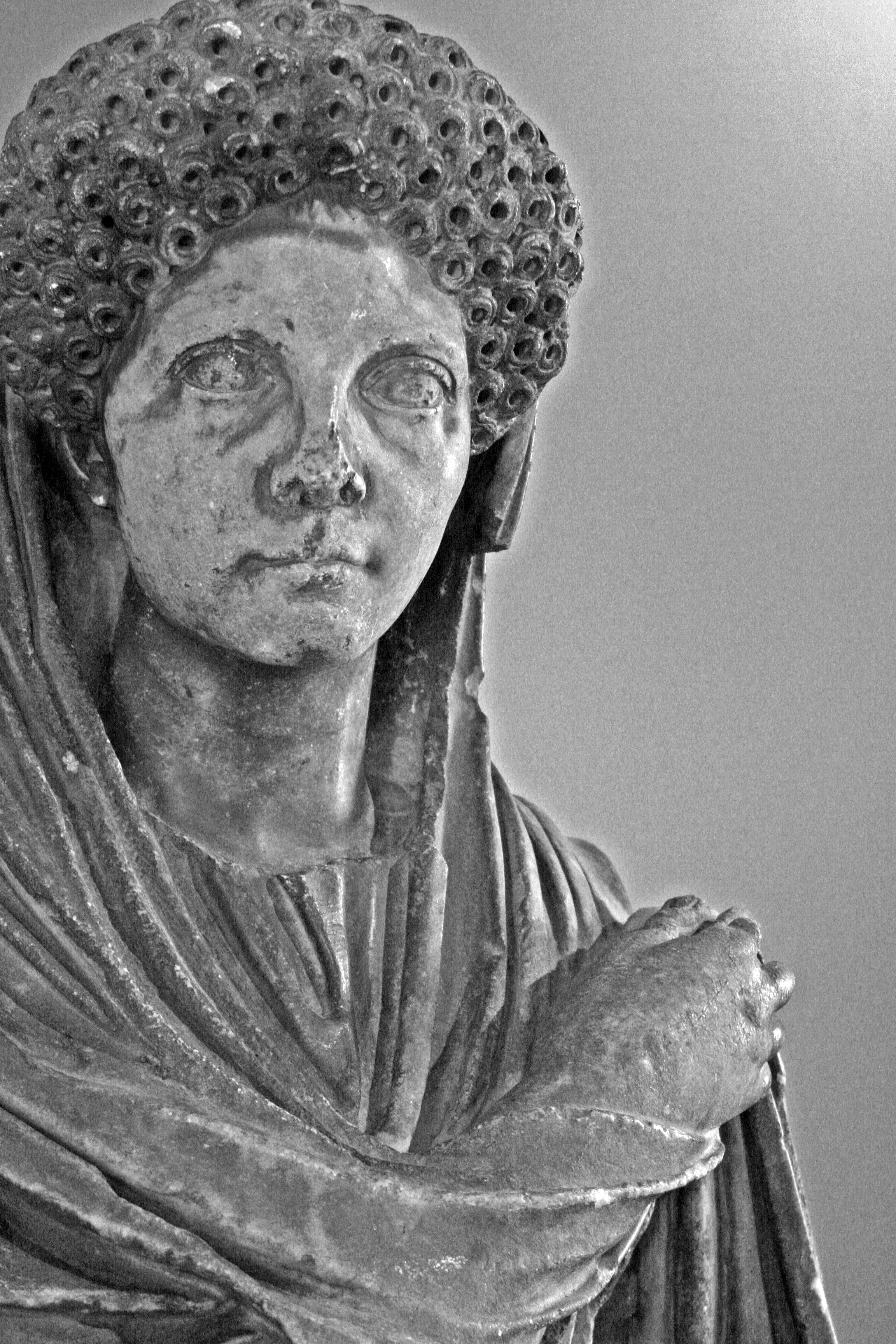
Statue romaine conservée au Castello della Rancia

De la période romaine manquent pour Tolentino des citations spécifiques de la part des historiens. Des inscriptions des pierres tombales parvenues et rapportées par Pline l’Ancien dans son Histoire Naturelle, on sait que Tolentinum, comprise dans la région V Picenum, fut peut-être une colonie et certainement un Municipe romain.
Malheureusement, presque toutes les ruines de l’époque romaine ont été perdues en raison de la superposition continue de nouveaux bâtiments, à l’exception des restes d’une construction thermale sous le siège communal. Un témoignage non douteux de la situation de la ville, bien qu’à la limite de la période romaine, vient de la figure de Flavius Julius Catervius, préfet du prétoire, retiré à Tolentino vers la fin du IVe siècle, dont on conserve le magnifique sarcophage et ce qui reste de son pantheum. Selon la tradition, l'on doit  à Flavius Julius Catervius la conversion au Christianisme des habitants de Tolentino qui le proclameront protecteur avec le nom contracté de San Catervo et près de son sépulcre, ils construiront une église tenue par un évêque, comme il ressort des actes des Conciles romains de 487 à 502 signés par l’Evêque de Tolentino.

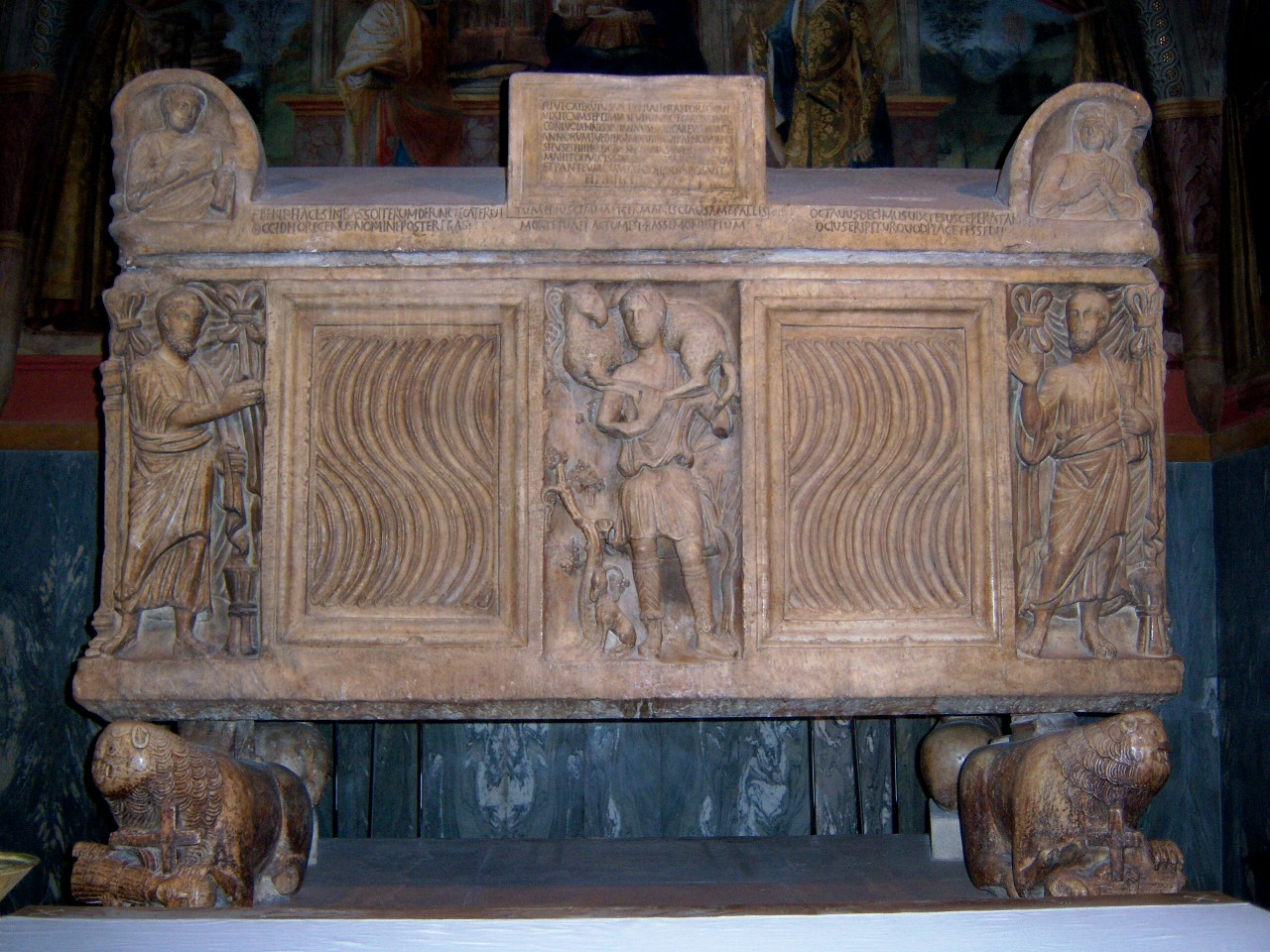
Sarcophage de San Catervo à Tolentino

### Moyen âge
Après l’effondrement de l’Empire romain, les Marches et Tolentino furent soumises aux invasions barbares. Ainsi la plupart des habitants des villes se réfugièrent sur les hauteurs, les abandonnant. Tolentino ne subit pas le sort commun des autres villes de la vallée du Chienti, abandonnées et détruites, mais il continua à subsister, même dans des limites restreintes et avec un petit nombre d’habitants, le Pantheum triabsidé du préfet Catervius, devenu lieu de culte et flanqué par la fondation monastique de la cellule Sanctae Mariae trouva, selon les coutumes barbares, le respect des envahisseurs.
En 1166, sur l’intervention des fils du marquis d’Ancône, la ville prend le caractère d’une organisation communale en se libérant facilement de la domination indirecte du monastère du Saintissime Salvatore de Rieti à qui elle était soumise depuis 1099. Tolentino devient ainsi une puissante commune en annexant des villages et des châteaux voisins comme Belforte del Chienti et Urbisaglia. La ville s’enrichit alors d’églises et de couvents, elle se ceint de remparts qui ont été en partie conservés et donne vie à une économie florissante, fondée sur diverses petites industries artisanales.

### Renaissance
La prospérité atteinte entre le XIIe et le XIVe siècle provoque de nombreux conflits avec les communes limitrophes. Comme les autres villes d’Italie au XIVe siècle, Tolentino est usée par les affrontements entre guelfes et gibelins et par les tentatives de la famille Accoramboni pour devenir Seigneurs de la commune malgré l’opposition constante de toute la communauté. Ils ne parviendront jamais à leurs fins. Cependant, Tolentino demeure très active tant sur le plan économique que politique et artistique. Après avoir vaincu une nouvelle tentative en 1342 de la famille des Accoramboni, en 1353, Tolentino adhère définitivement à la ligue gibeline dirigée par l’évêque Visconti, mais le cardinal Egidio Albornoz, nommé comme recteur de la Marche d’Ancône, restaure le pouvoir papal et émane les Constitutions égidiennes, documents dans lesquels sont incluses toutes les villes gibelines de la Marche à rappeler à l’ordre.
Tolentino incluse dans les "villes moyennes" est placée sous le commandement indirect de Rodolfo Varano, capitaine des troupes pontificales. Cette domination indirecte des Varano, mal supportée par le peuple de la ville, prit fin en 1434 avec l’assassinat de Berardo Varano. En 1445, le pape Eugène IV soumettra la commune directement à l’Église.
Après la chute des Da Varano, l’Église ordonne que la ville, pas encore complètement soumise, soit occupée par Piercivalle Doria, commandant des troupes des Sforza, mais lui aussi est chassé par une bataille acharnée.
Cependant, la ville ne se remit jamais et une période sombre s’ouvrit dictée par la soif de pouvoir qui provoqua des crimes, des tromperies et des vengeances. Ce n’est qu’en 1585 que le pape Sixte V intervient personnellement pour résoudre les affaires désormais tristement célèbres de Tolentino, et élève cette même année Tolentino au rang de ville et de diocèse ; les familles nobles de la ville, pour remercier le pape de la pacification, érigèrent en dehors des murs l’Église de la Paix, toujours existante.

### Époque moderne

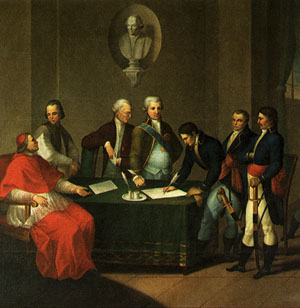
Traité de Tolentino en 1797

En 1797, le traité de Tolentino est signé entre Napoléon Bonaparte et Pie VI, par lequel l’Église doit accepter de sévères contraintes économiques et la cession des légations de Forlì, Ravenne, Bologne et Ferrare. La confiscation des trésors artistique du Vatican s'institutionnalise. Les États pontificaux doivent donner une centaine de tableaux et œuvres d'art. D'autre part, les commissaires français disposaient du droit de se rendre dans les édifices publics ou religieux ainsi que chez les particuliers pour se servir dans les collections artistiques. Ces œuvres étaient destinées notamment au musée du Louvre à Paris. Cette dernière partie du traité s'étend à l'ensemble de la péninsule en 1798. (voir spoliations napoléoniennes)    
En 1815, se déroule la bataille de Tolentino, entre Joachim Murat et l’armée autrichienne, d’où Murat sort vaincu.
En 1857, en même temps que de nombreuses villes italiennes, la Società nazionale italiana commença à répandre ses idées dans Tolentino. Déjà à cette époque, la ville donne des signes d’une volonté de s’unifier au Royaume de Savoie. À Tolentino, Domenico Ciardoni était correspondant de Massimo d’Azeglio et de la Société nationale. En 1859, plusieurs volontaires sont envoyés en aide aux troupes piémontaises engagées dans la guerre contre l’Autriche. Lorsqu’en 1860, Enrico Cialdini entra dans les Marches à la tête des troupes piémontaises, Ciardoni avait déjà enrôlé plusieurs hommes dans le Corps des Chasseurs des Marches pour combattre pendant l’occupation du territoire d’Ascoli Piceno. Dans les rangs des volontaires pour les Chasseurs des Marches était présent Euclide Cagnaroni qui, près de Grottammare, fit prisonnier un corps de troupes pontificales. À la suite de l’occupation piémontaise des Marches, le Gonfaloniere Domenico Silverj - titre équivalent à celui de Premier citoyen - est confirmé maire de Tolentino du nouveau royaume d’Italie.

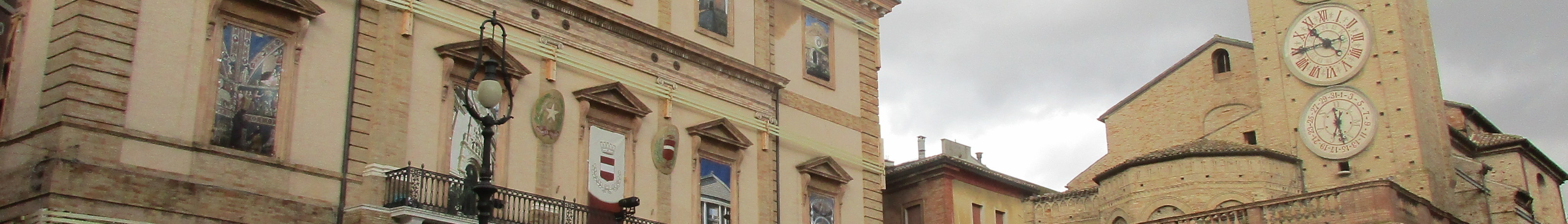

Dans les dernières décennies du siècle a commencé pour la ville un développement industriel décisif et le sort de Tolentino s’est retrouvé lié à celui de la nation italienne, de la première guerre mondiale à l’avènement du fascisme, de la Seconde Guerre mondiale à la courte mais douloureuse période de la Résistance, dans laquelle la ville a payé un prix élevé en vies humaines et en sacrifices, et c’est pour cette raison que Tolentino figure parmi les trois villes décorées de la valeur militaire pour la guerre de Libération, décernée en 1994, la Médaille d’argent à la valeur militaire pour les sacrifices de ses populations et pour l’activité dans la lutte partisane pendant la Seconde Guerre mondiale.
Tolentino subit de nombreux dommages et quelques effondrements, heureusement sans victimes, après les secousses du 24 août, des 26 et 30 octobre du tremblement de terre de 2016.

## Monuments et lieux d'intérêt

### Édifices religieux
- Abbaye de Chiaravalle di Fiastra

à 15 km du centre, l’abbaye de Chiaravalle de Fiastra, fondée par les moines cisterciens de Chiaravalle de Milan au XIIe siècle ; autour d’elle s’étend la réserve naturelle de l’abbaye de Fiastra.

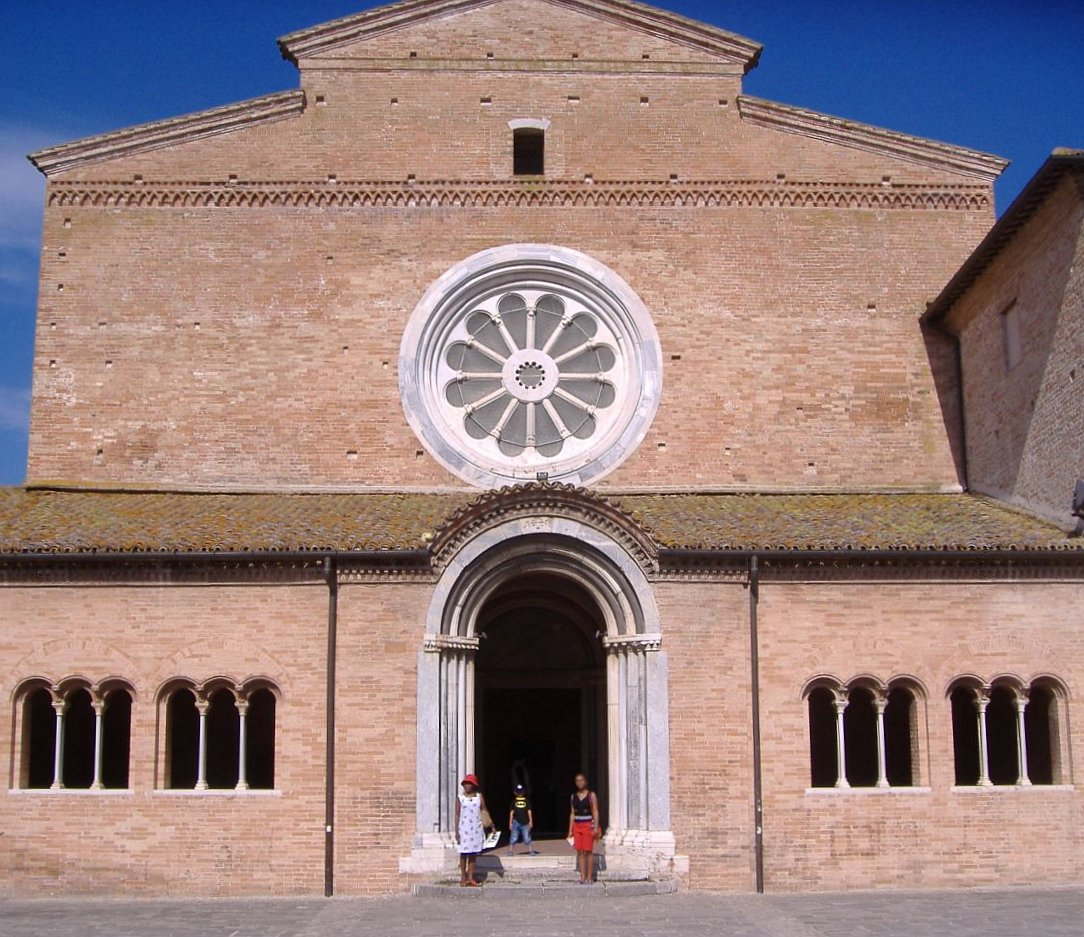
Façade de l’Abbaye de Chiaravalle di Fiastra
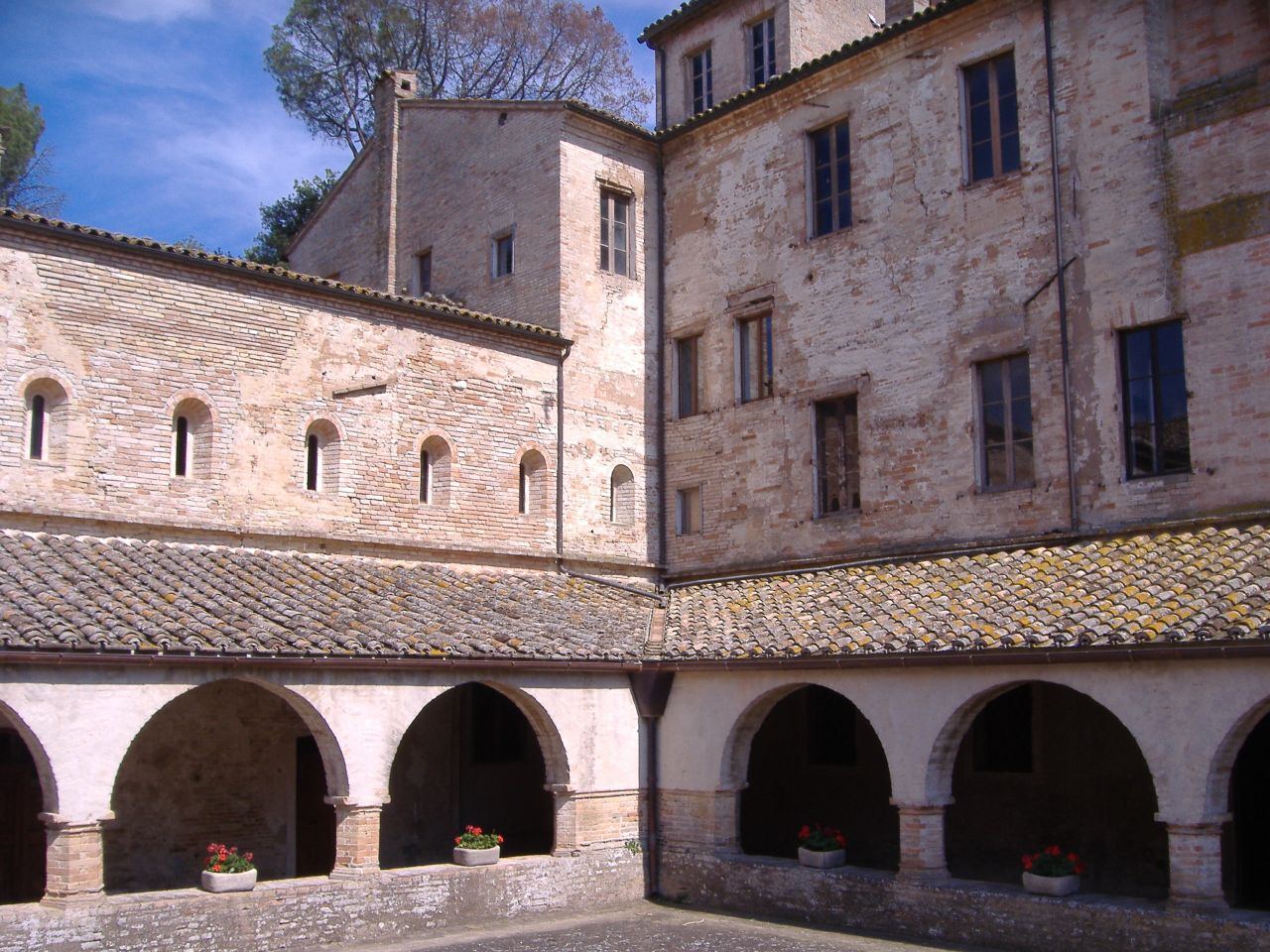
Cloître de l'Abbaye
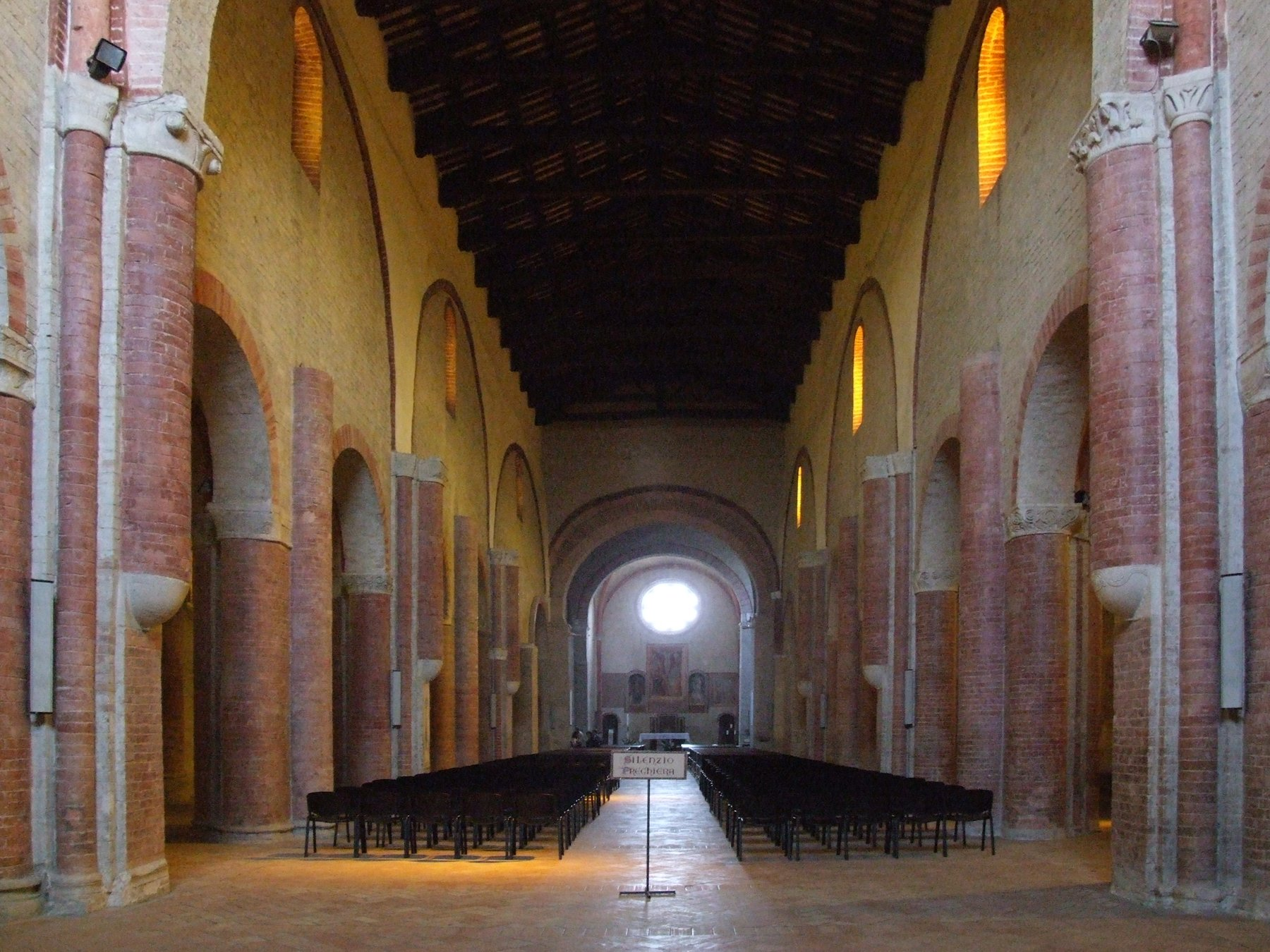
Intérieur de l'Abbaye

- Basilique San Nicola de Tolentino

La basilique, à l’origine dédiée à San Giorgio, a été construite entre le XIIIe siècle et le XIVe siècle pour être complétée et enrichie dans les siècles suivants. En 1476, elle a été dédiée à San Nicola da Tolentino qui avait été accueilli pendant environ trente ans dans le couvent annexe, mourant en 1305. Au XVIIIe siècle, la façade fut achevée et, en 1783, elle fut élevée à la dignité de basilique mineure. En 1932, a été construite la crypte où le corps du saint a été placé, trouvé en 1926. La Basilique comme beaucoup de bâtiments de la région fut endommagée par le tremblement de terre de 2016.

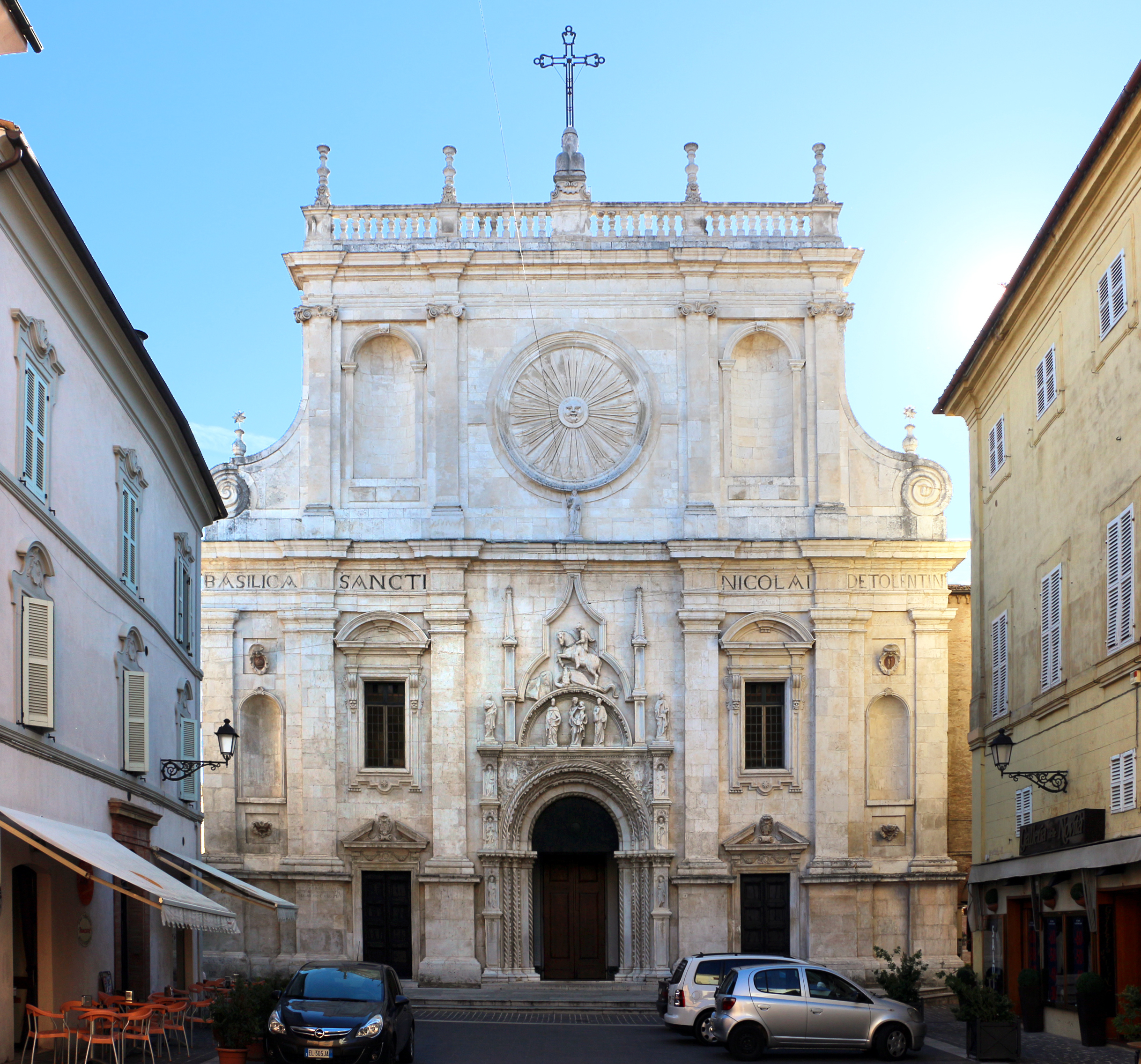
Façade de la Basilique de San Nicola
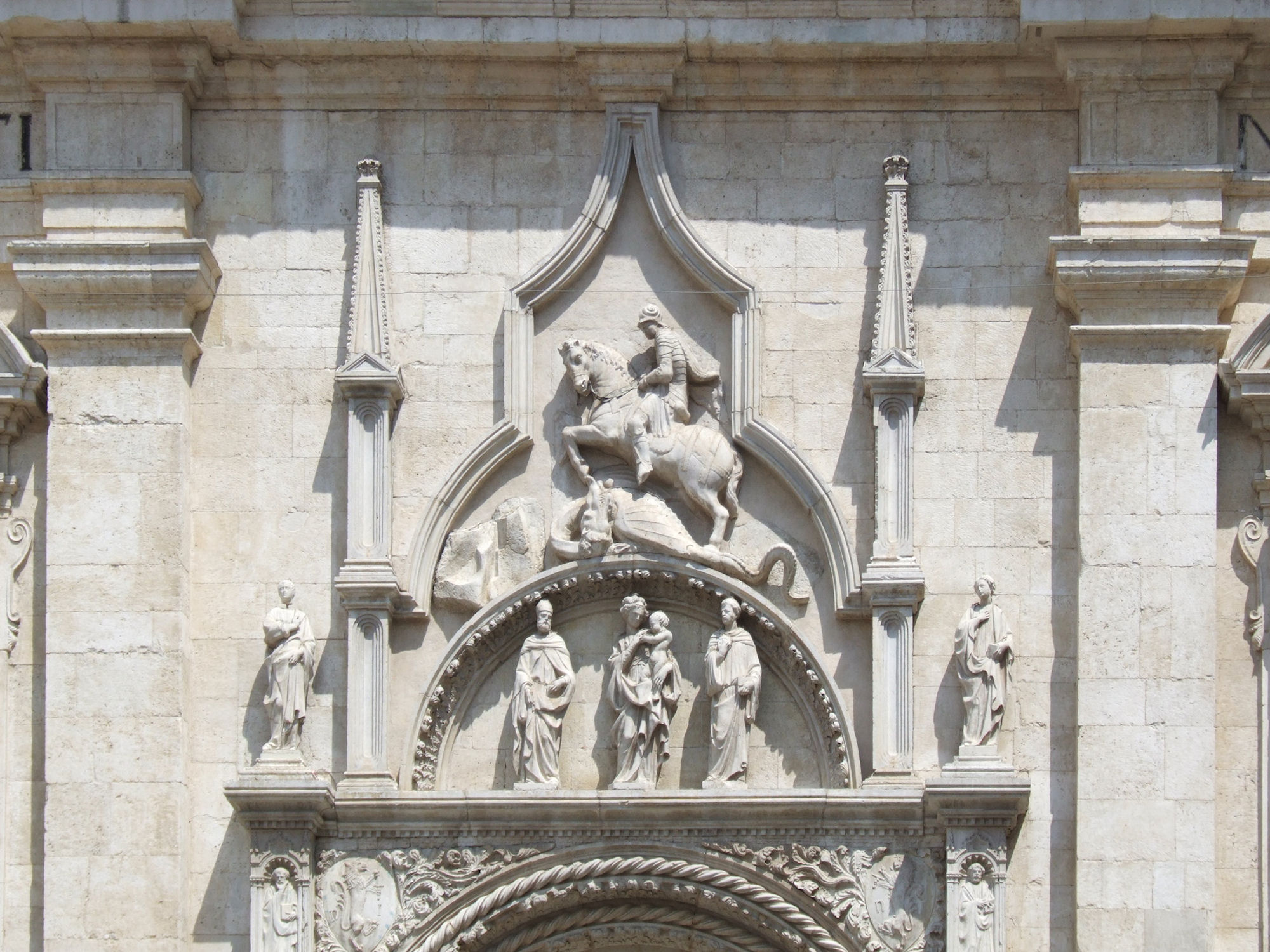
Détail de Façade
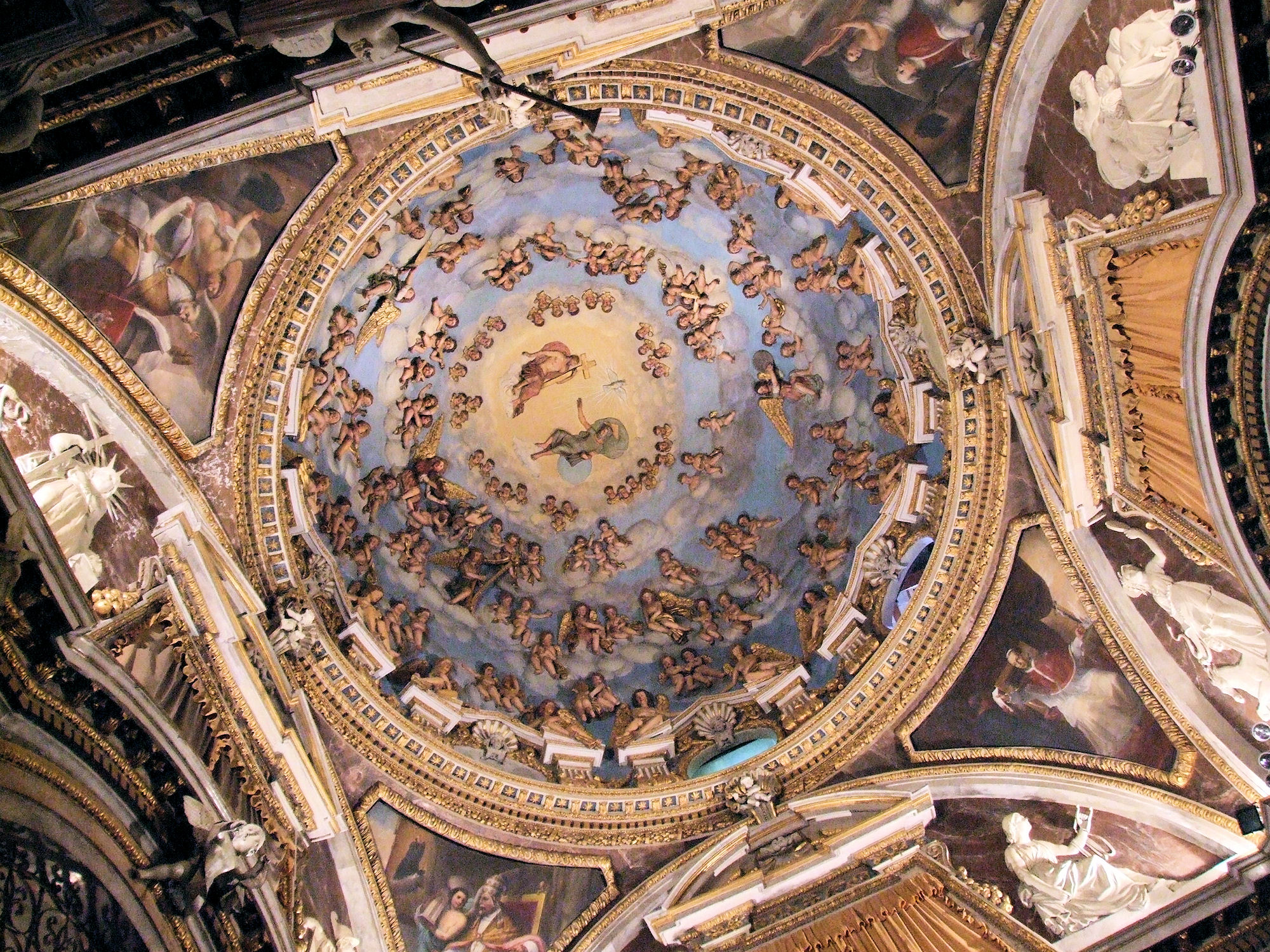
Voûte de la Basilique
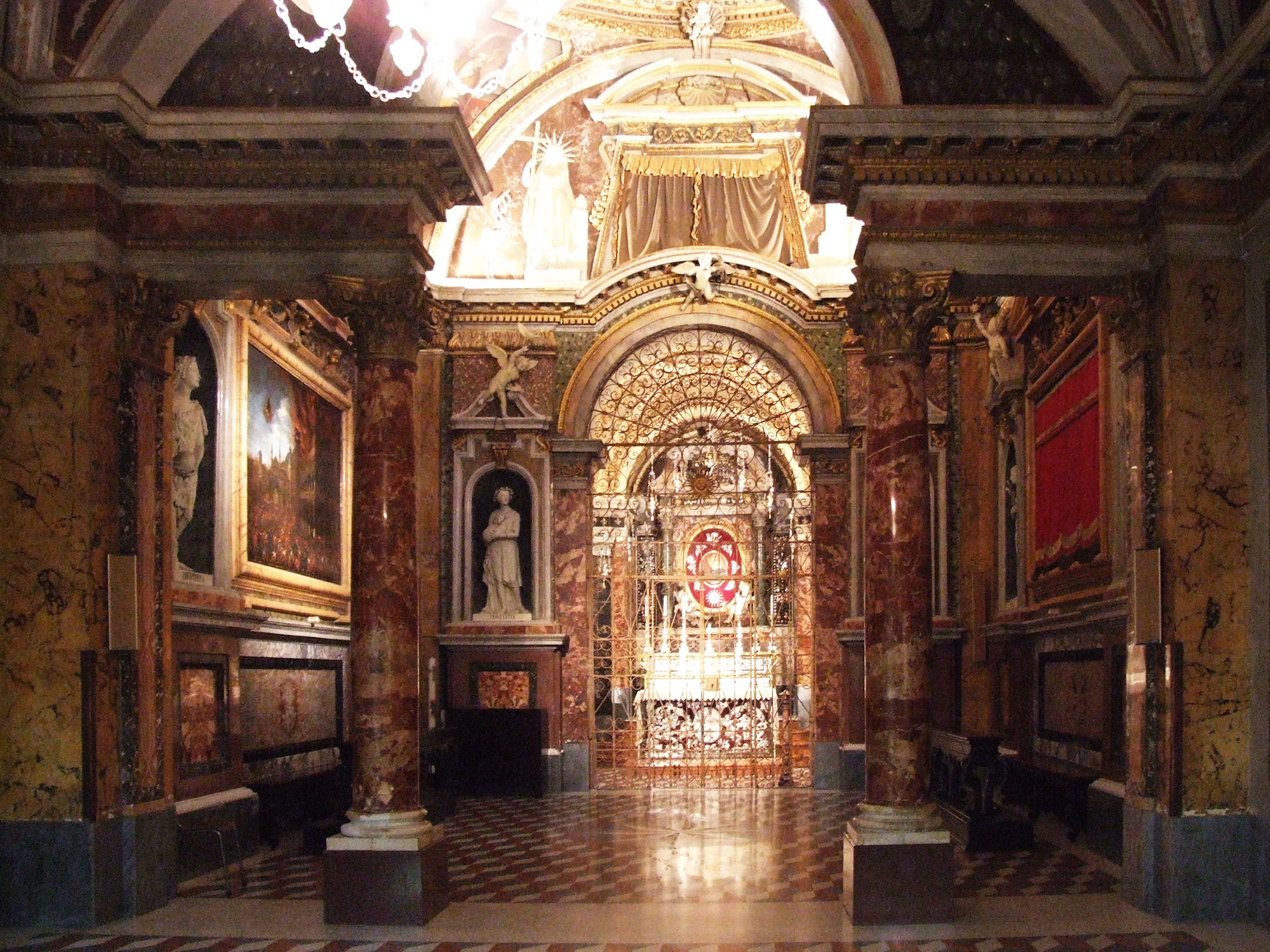
Intérieur de la Basilique
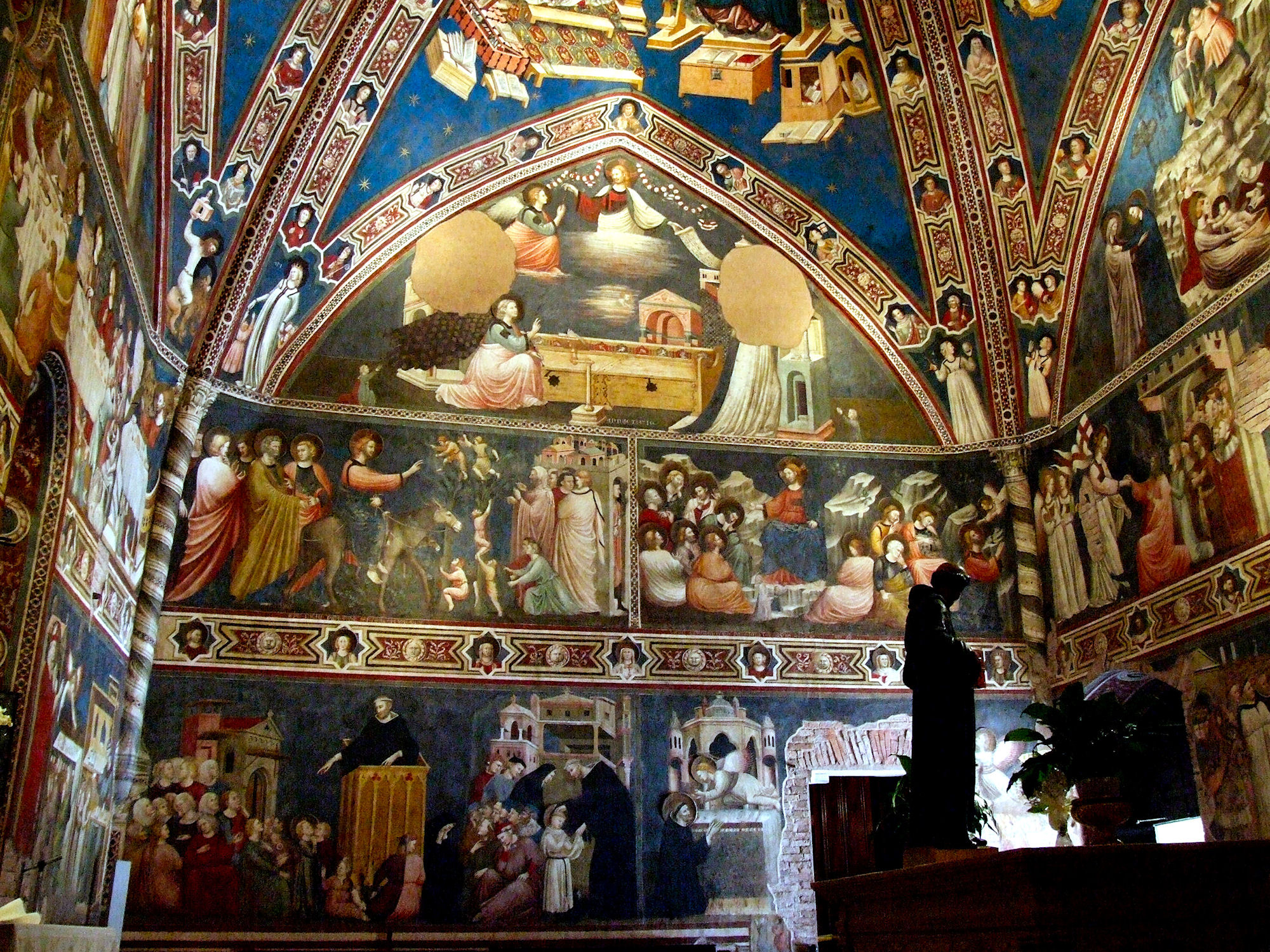
Fresques de la Grande Chapelle de Basilique par Maestro di Tolentino.
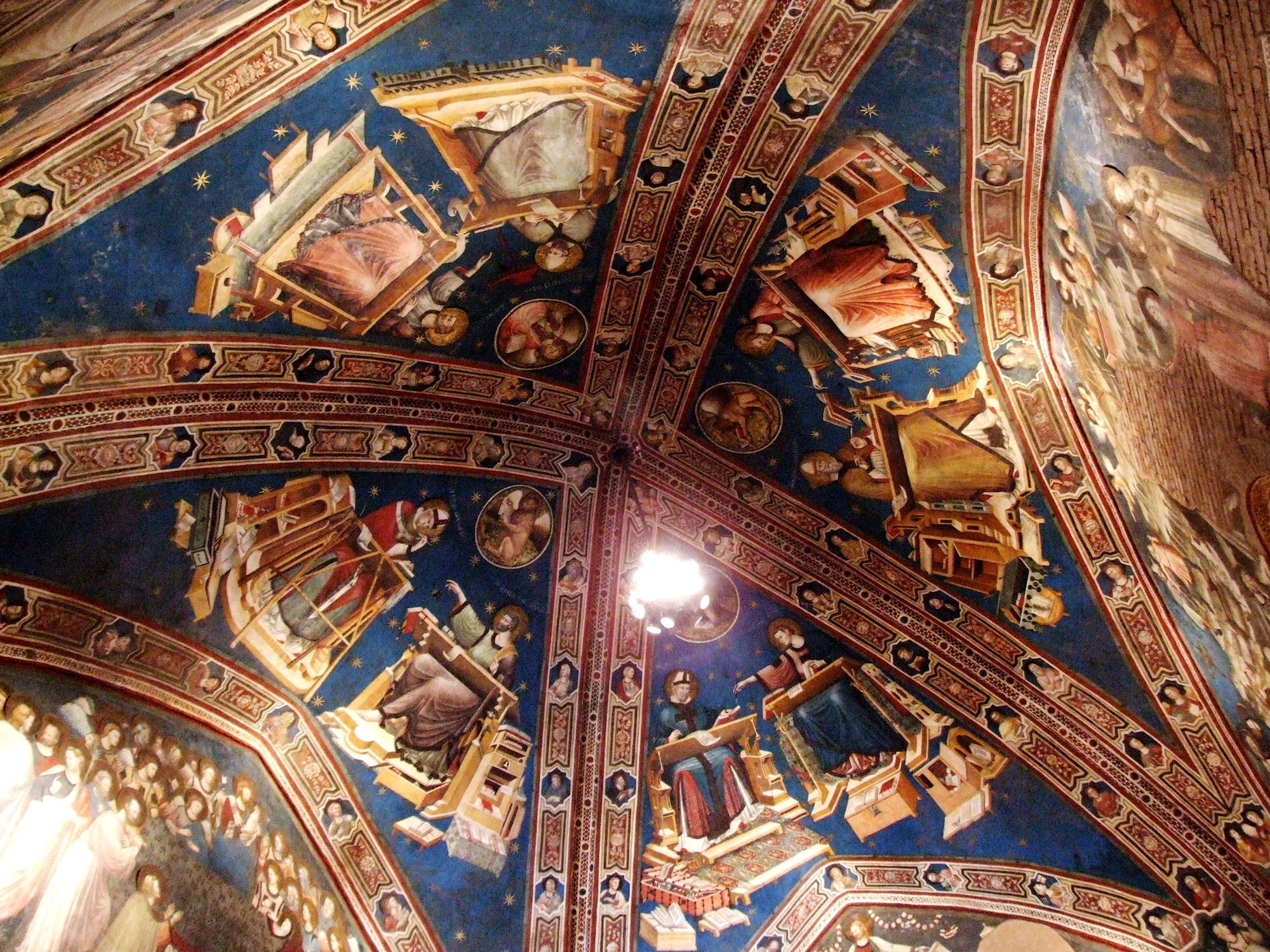
Voûte peinte de la Grande Chapelle
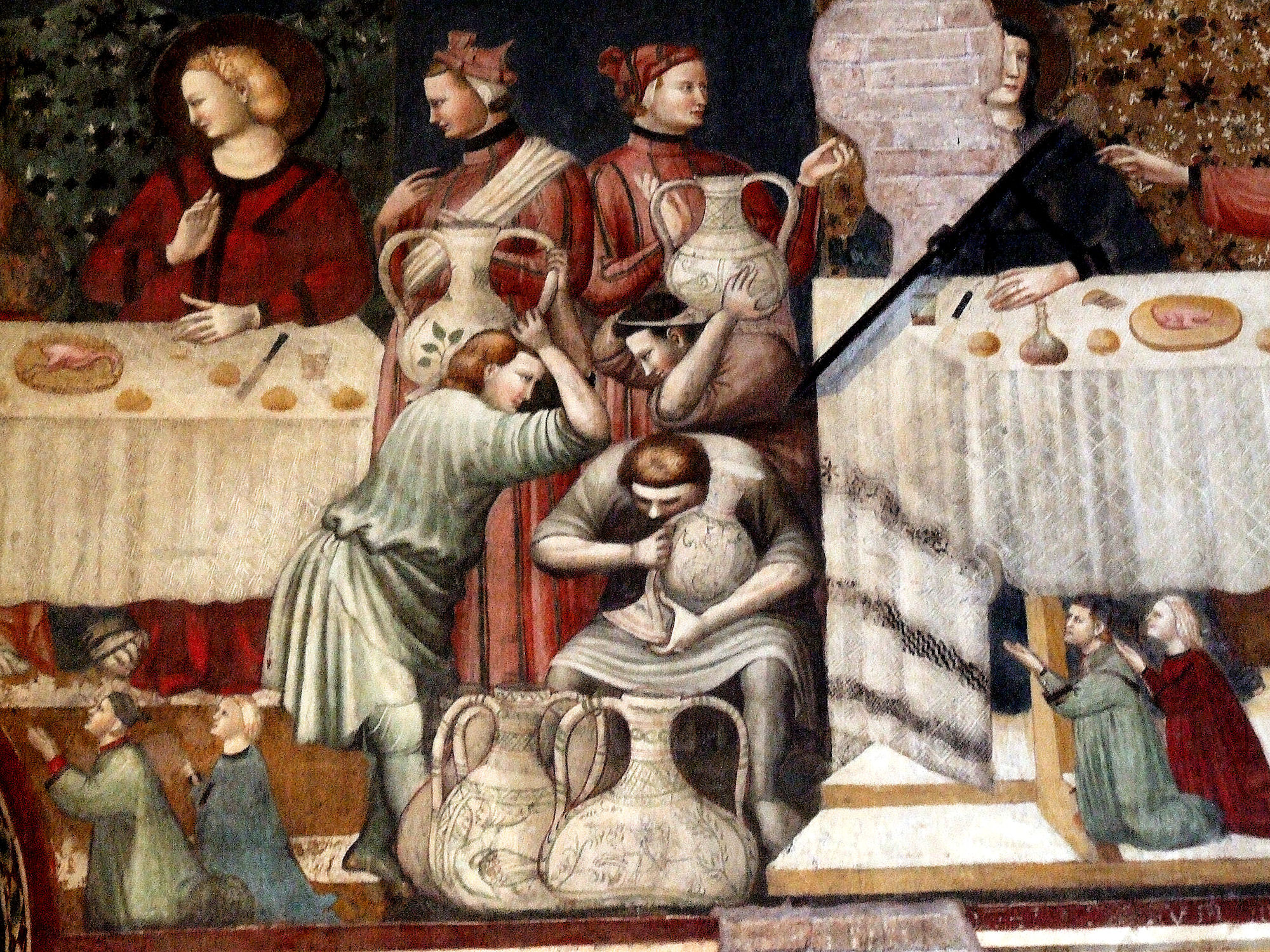
Détail de la Fresque de la Grande Chapelle
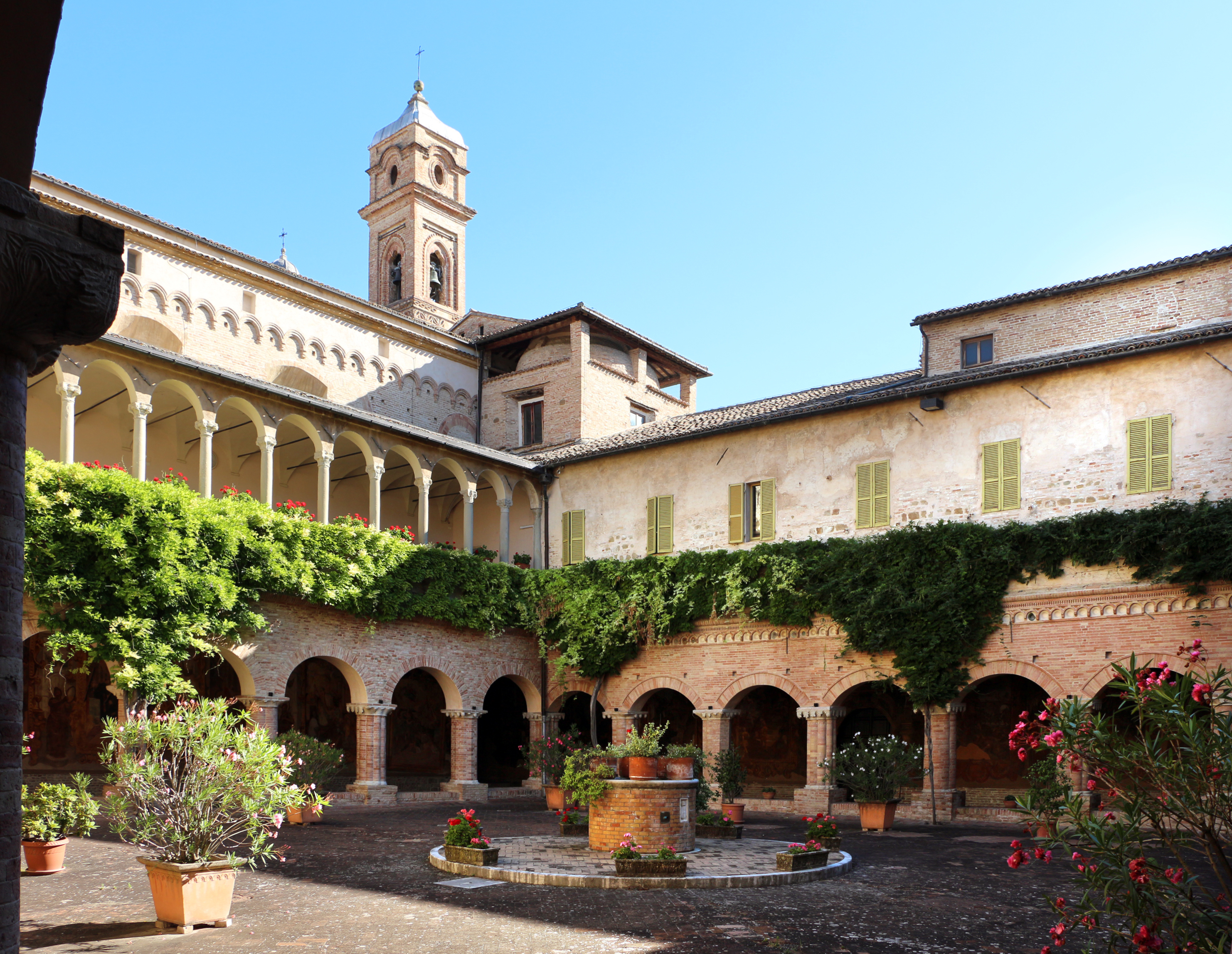
Cloître de la Basilique
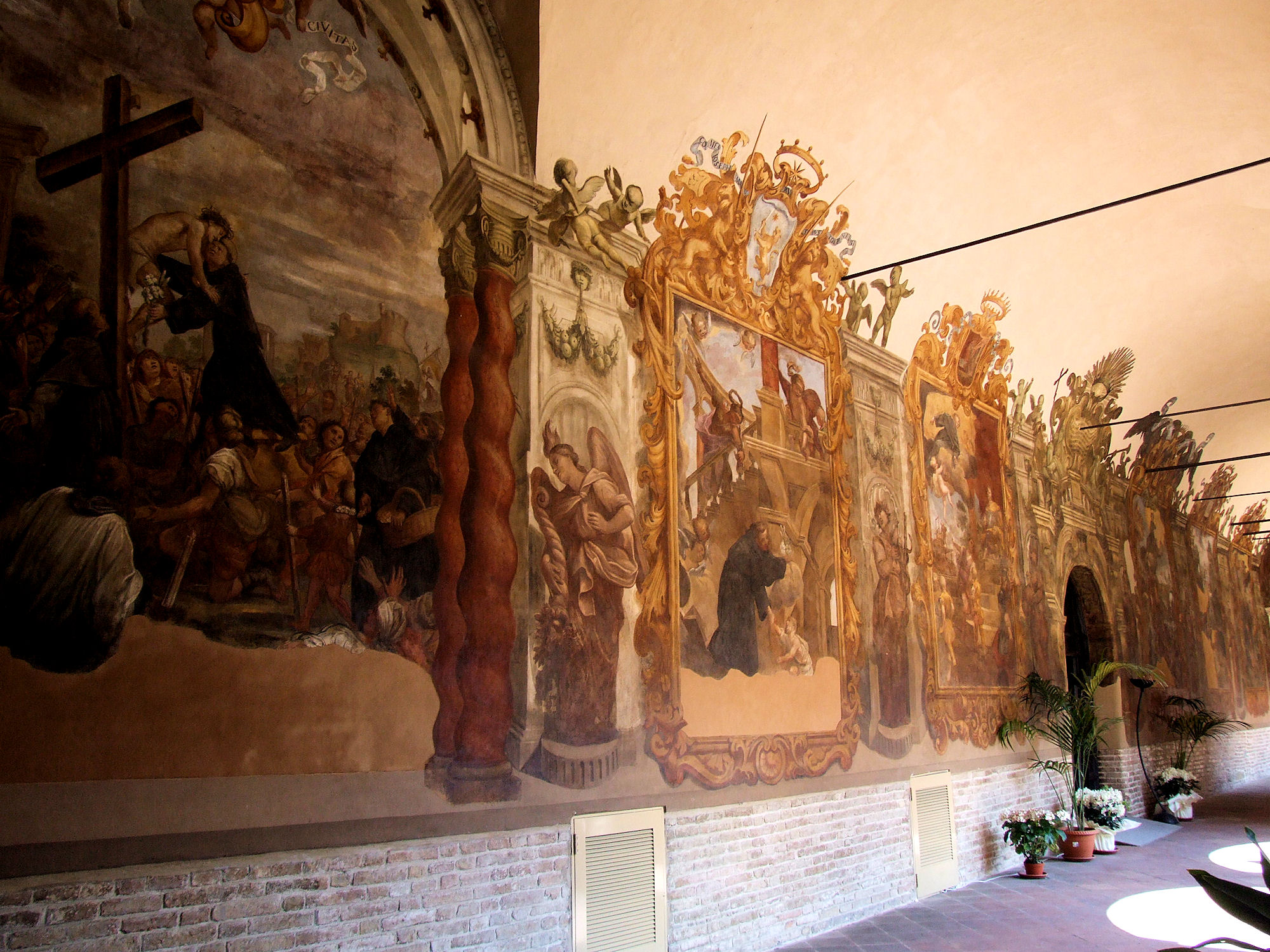
Murs peints à Fresque du Cloître de la Basilique

- Concathédrale de San Catervo

L’église actuelle a été précédée par deux autres édifices sacrés, construits sur le même emplacement. Le premier fut le Pantheum de la fin de l’époque impériale, premier édifice dédié à saint Catervo, le noble romain qui, selon la tradition, apporta le christianisme en premier lieu dans les terres tolentines, qui, pour cette raison, subit le martyre. Son épouse Settimia Severina voulut ce monument pour le souvenir de son défunt mari ; le monument devint la première église chrétienne de Tolentino. Septimie et son fils Bassus moururent, et ils furent aussi enterrés dans le Pantheum. La seconde église fut voulue, après 1256, par les moines bénédictins qui y englobèrent le plus ancien édifice existant. La basilique du XIIIe siècle, de style gothique, fut entièrement restaurée dans la première moitié du XIXe siècle sous sa forme néoclassique.

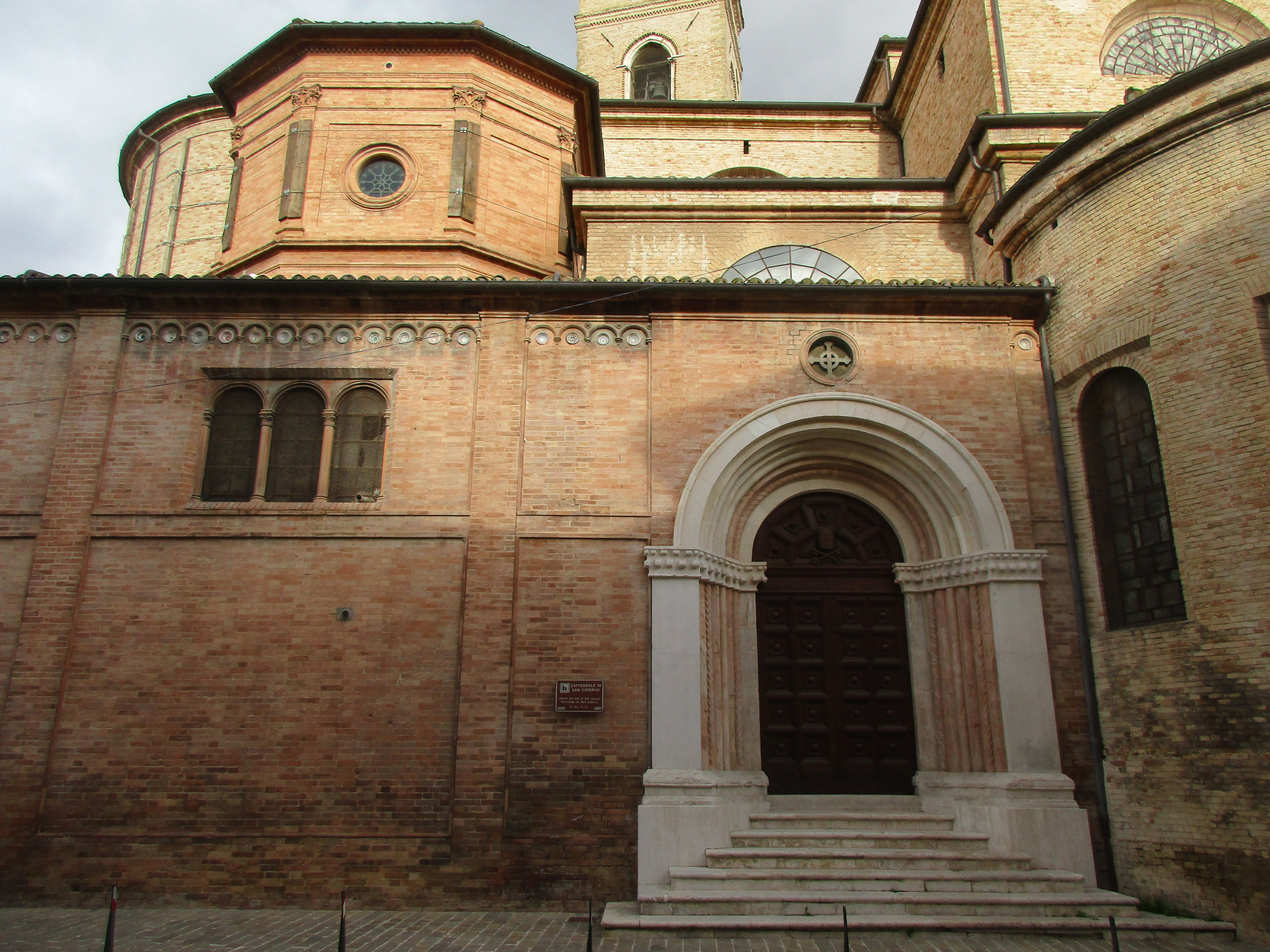
Concathédrale se San Catervo

- Eglise San Francesco

L’Eglise de San Francesco présente un cycle de Fresques d’école indéterminée (celle de Rimini, de l’école de Camerino ?), une toile de l’école du Guercino et une très belle Madone du Rosaire avec saints du XVIe siècle.

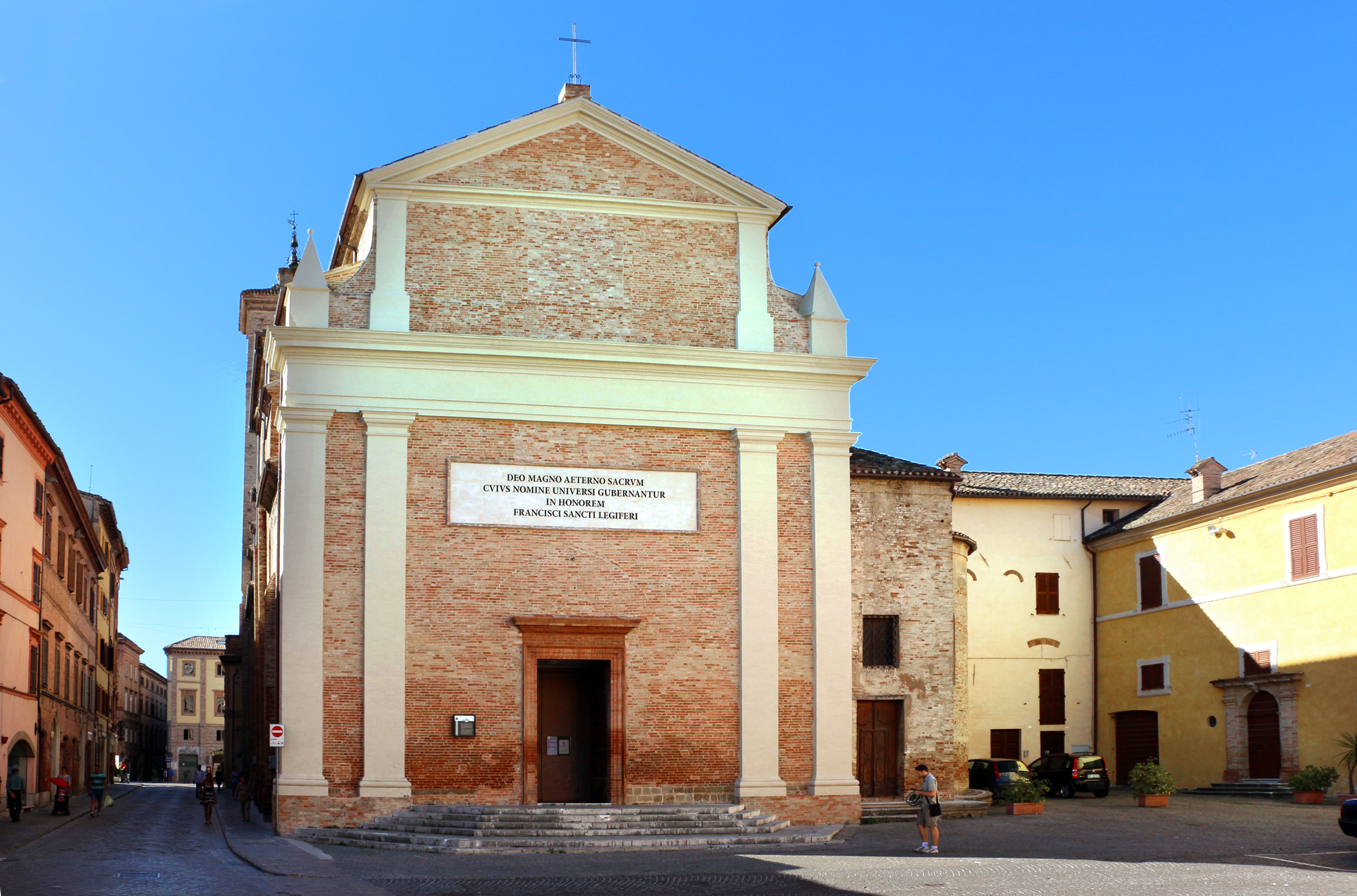
Eglise San Francesco
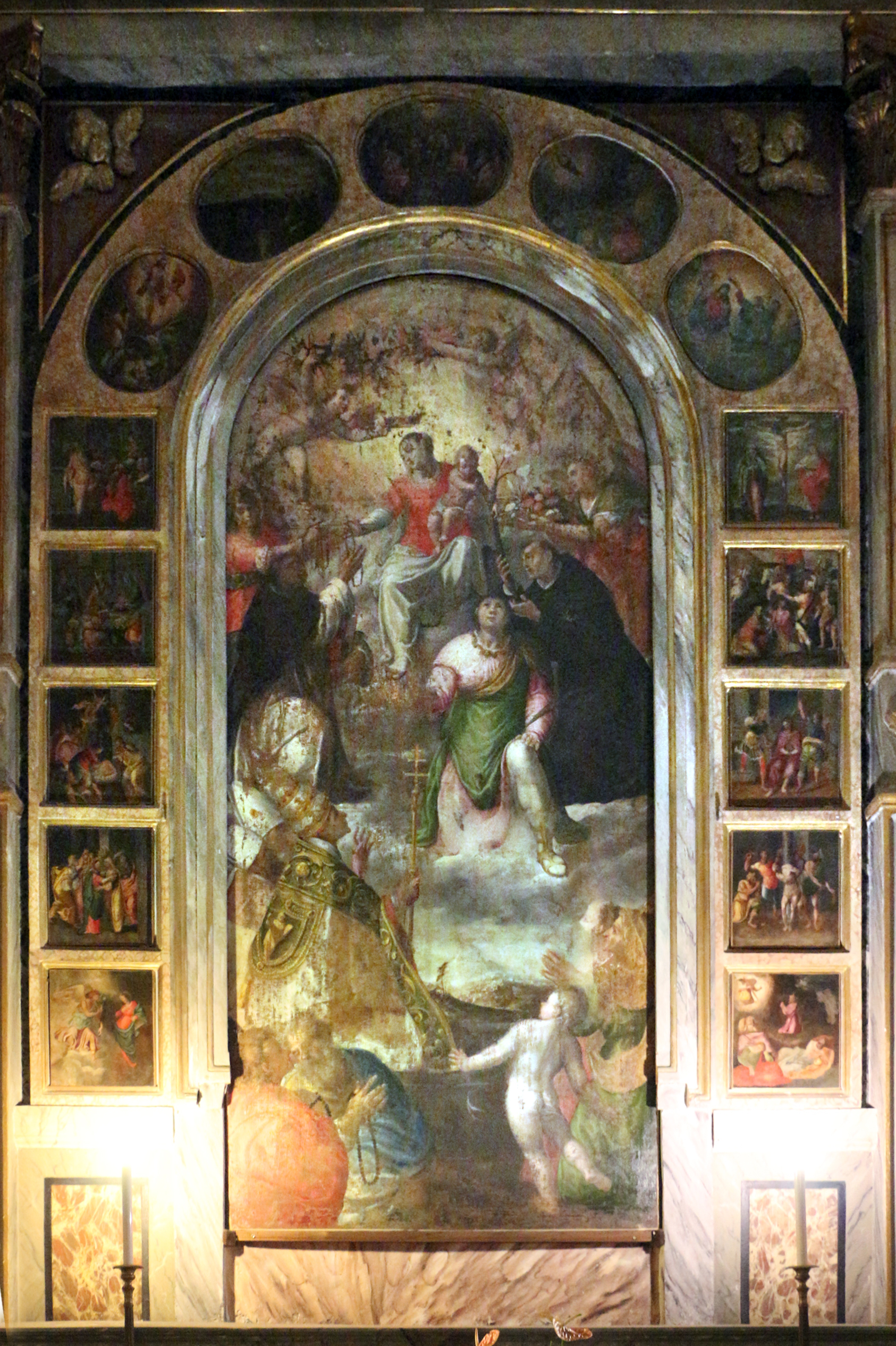
Madone du Rosaire avec saints, XVIe siècle
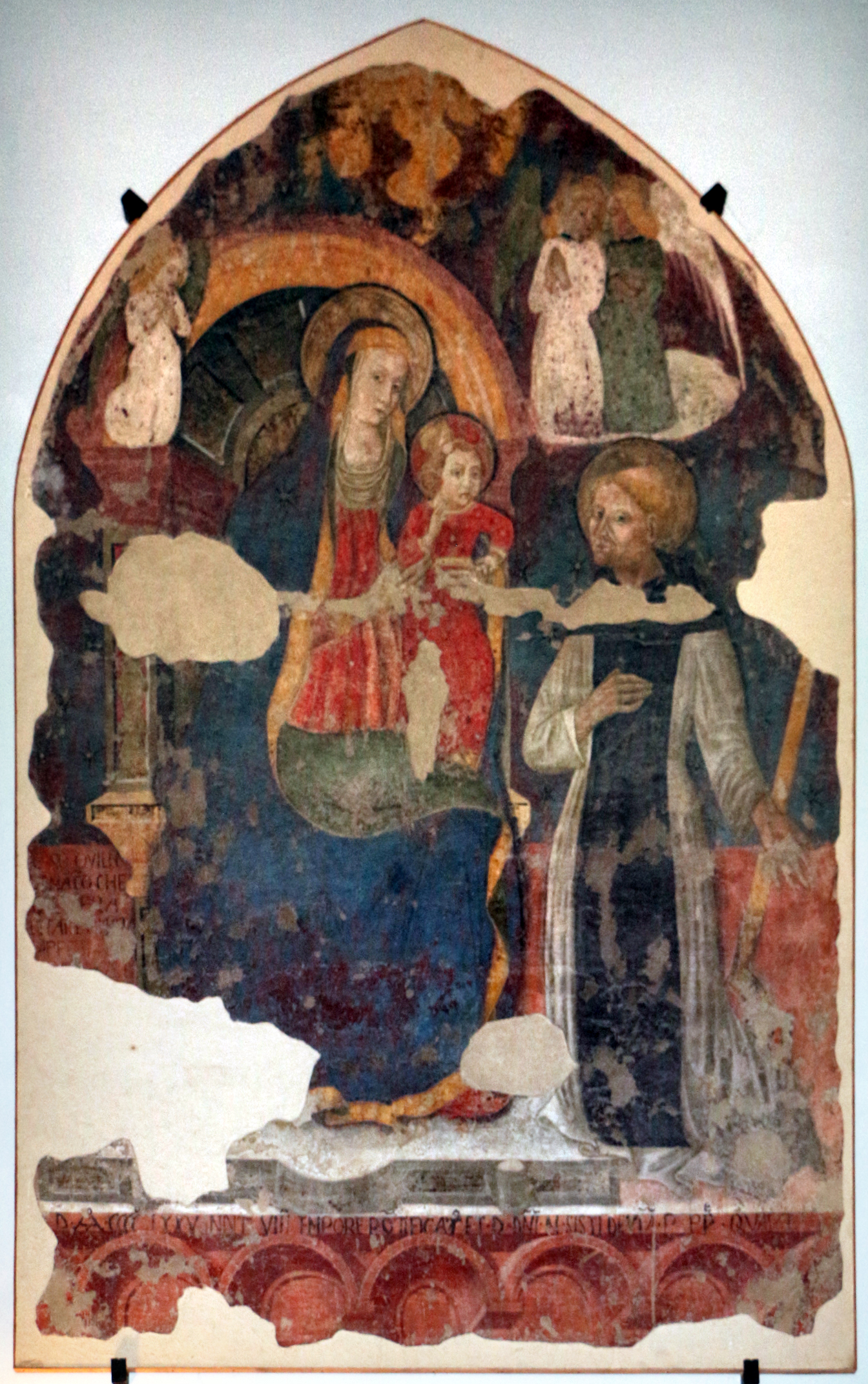
Madone à l’Enfant avec Anges et Saints, école indéterminée, 1475
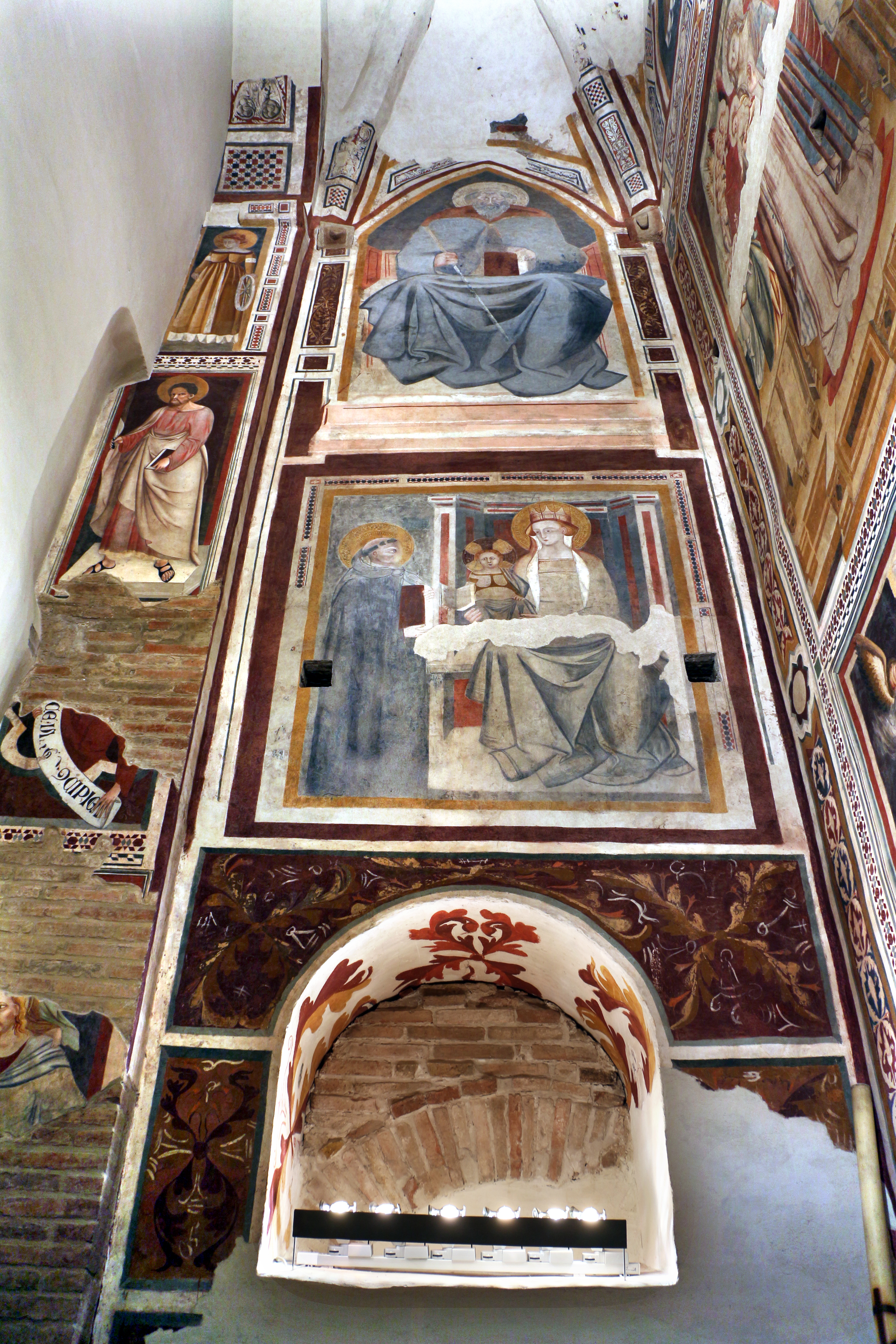
Fresques votives du XIVe siècle
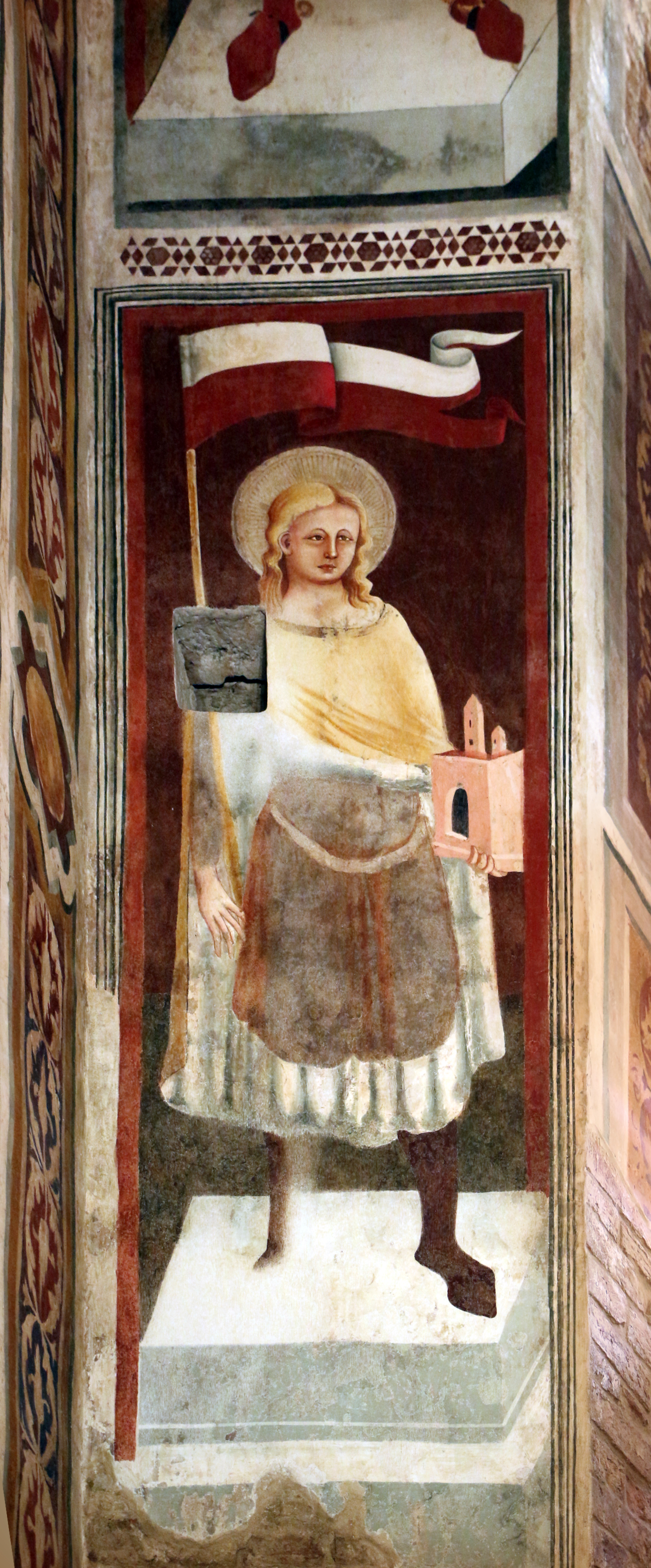
détail.
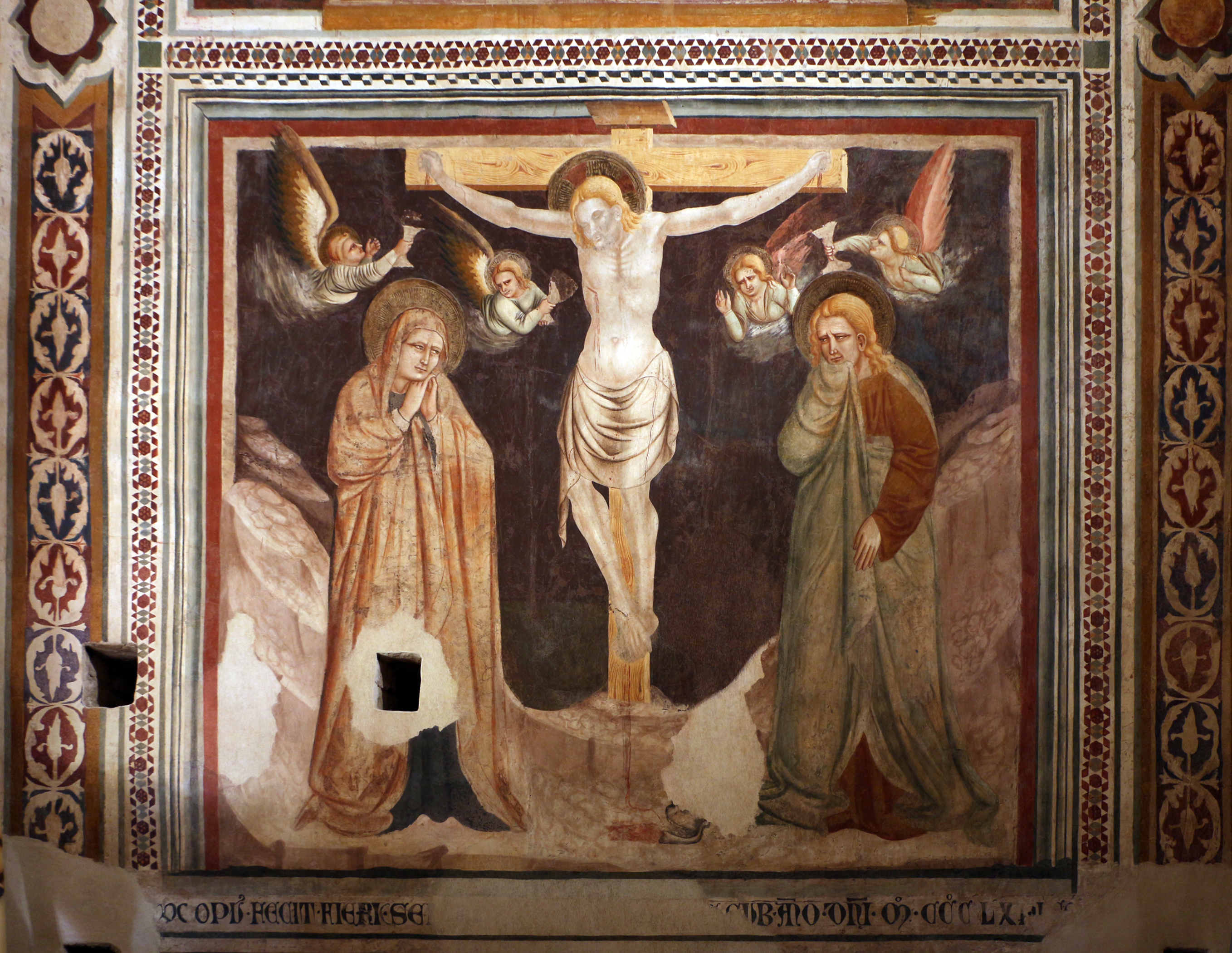

### Édifices civils

#### Château de Rancia
Le château de Rancia est l’un des symboles de la ville de Tolentino. Situé dans le quartier Rancia, sur la plaine située à gauche du fleuve Chienti. Il se présente comme un édifice de forme quadrangulaire composé d’une enceinte crénelée renforcée par trois tours angulaires. Il se dressait déjà au XIIe siècle une ferme-grenier fortifié, la Grancia, dépendant de la puissante Abbaye de Fiastra. Entre 1353 et 1357, il fut transformé en château actuel par la volonté des Da Varano, Seigneurs de Camerino. Le château héberge le musée Archéologique Gentiloni-Silverj.

.

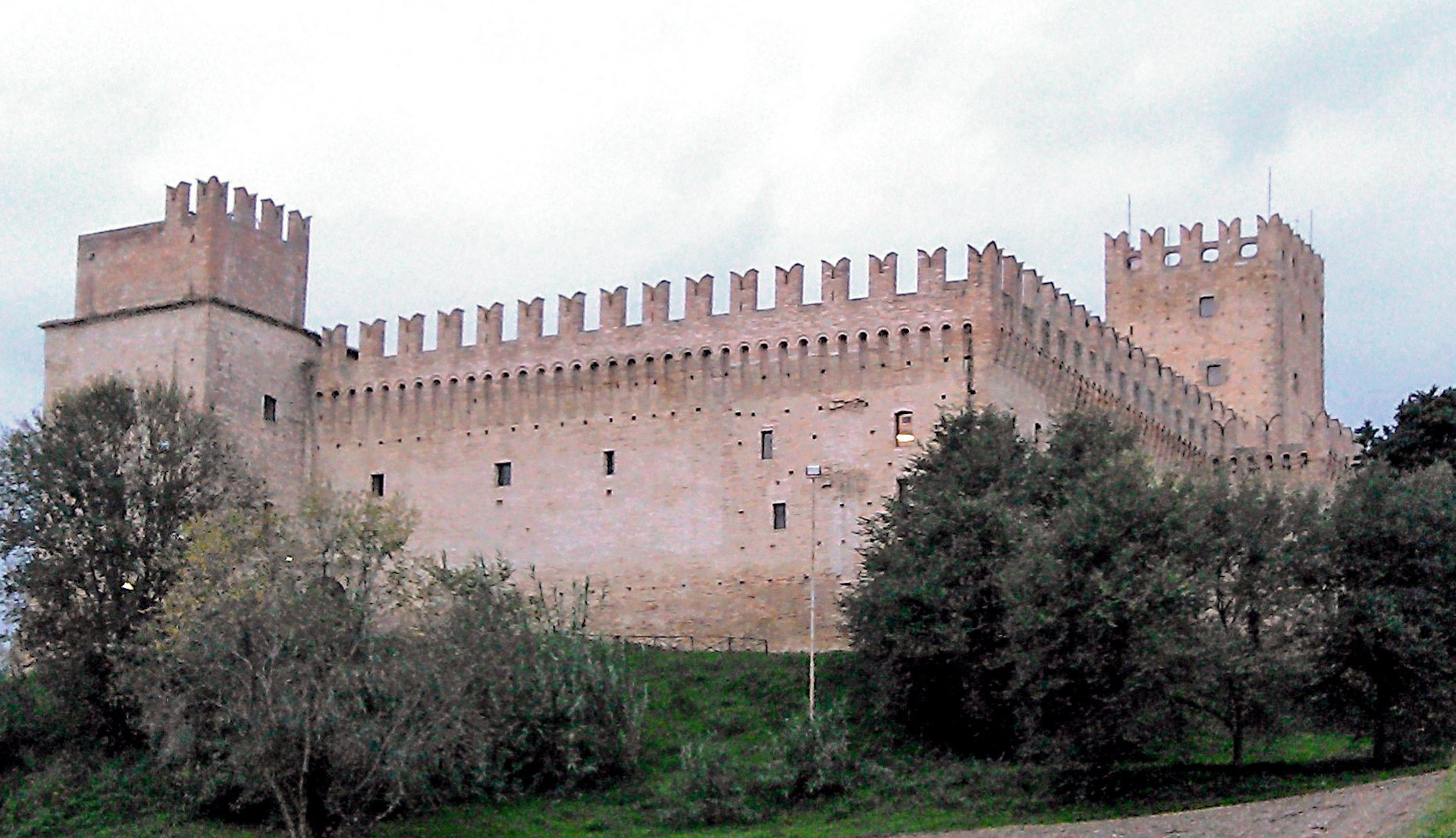
Château della Rancia
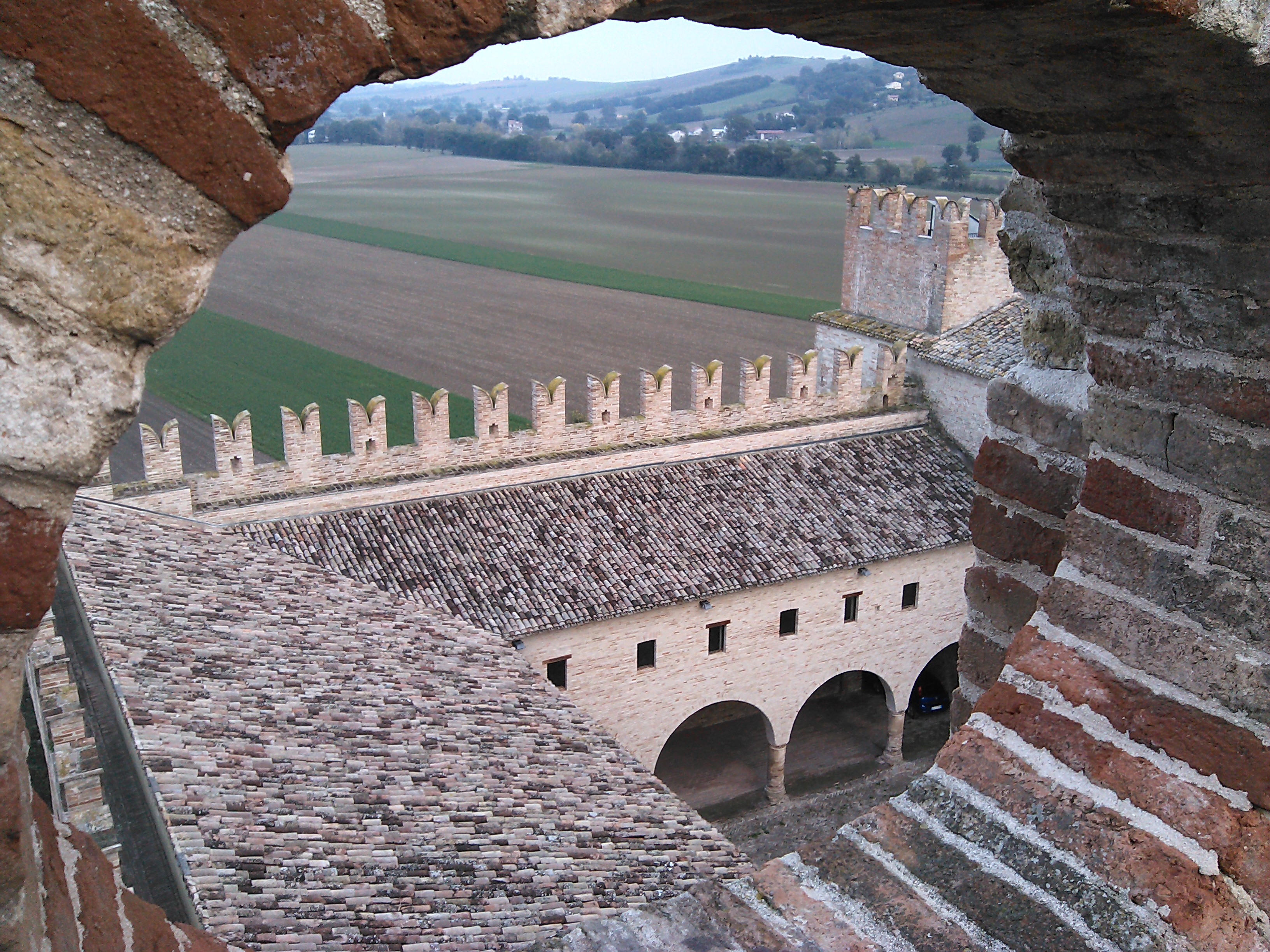
Vue du Château depuis sa tour principale
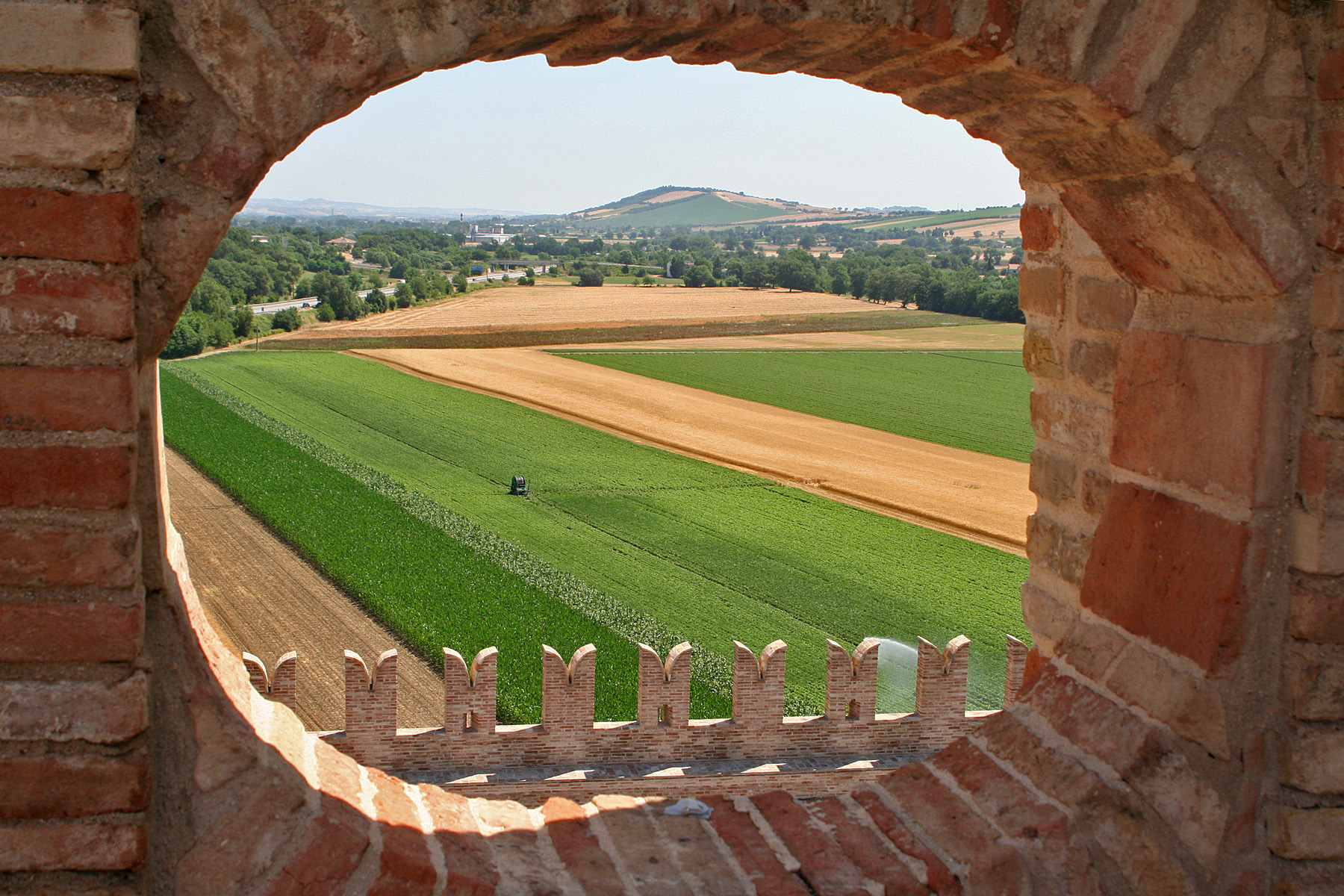
Autre vue

- Théâtre Nicolas Vaccaj, Auditorium San Giacomo
- les Bibliothèques Egidienne et Filelfica,
- la Collégiale de Saint François
- Eglise de Santa Maria Nuova, Église du Très Saint Crucifix

- La Tour des Horloges
- Palazzo Parisani Bezzi, Palazzo Sangallo, Palazzo di Montanari
- Piazza Domenico Silverj, Piazza Madama
- Pont du Diable
- Les Thermes de S. Lucia : à 3 km du centre, actifs depuis 1937 et devenus dans le temps un important Presidio Ambulatoriale de Récupération et Rééducation fonctionnelle, ainsi que Centre de Médecine.

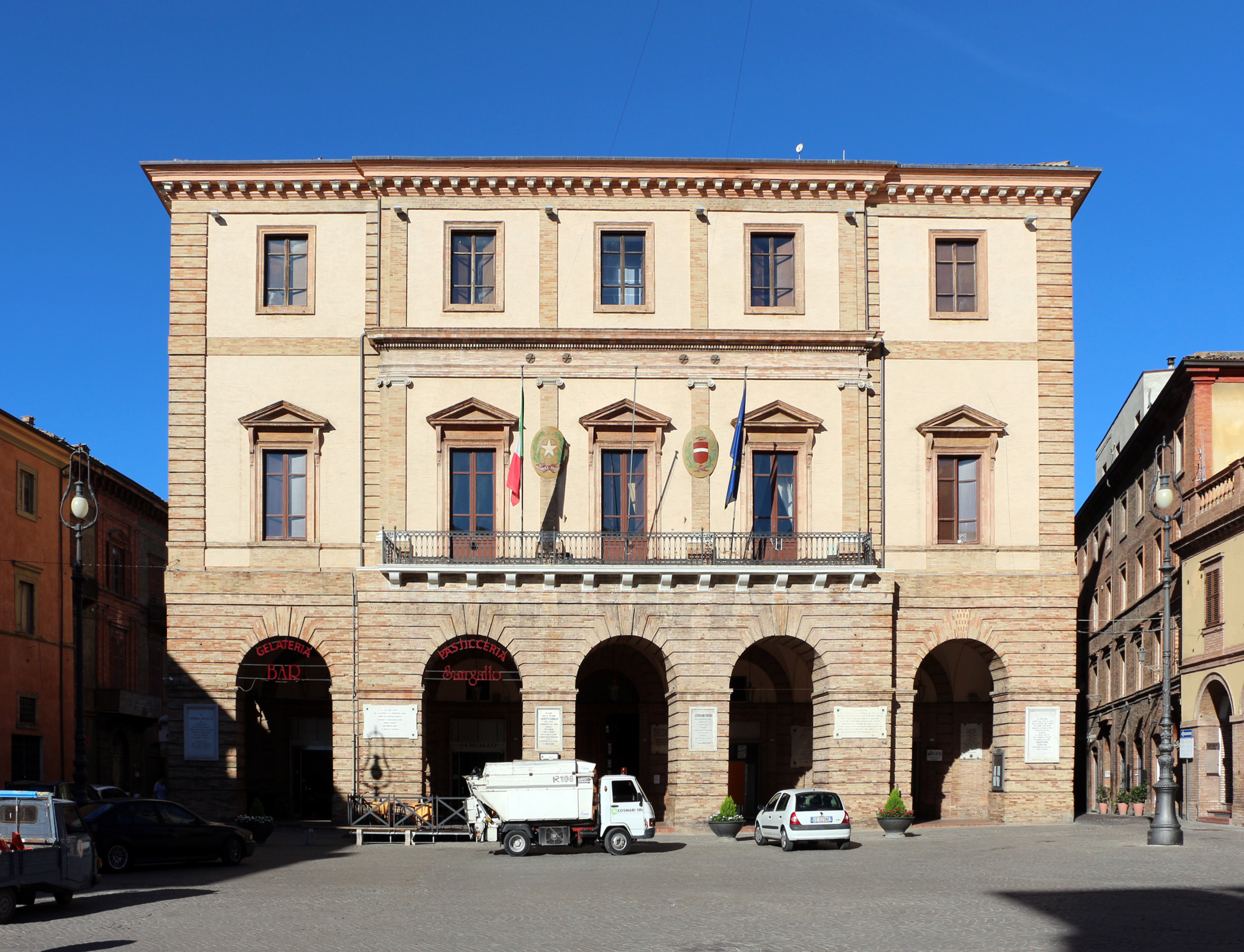
Palazzo Communale
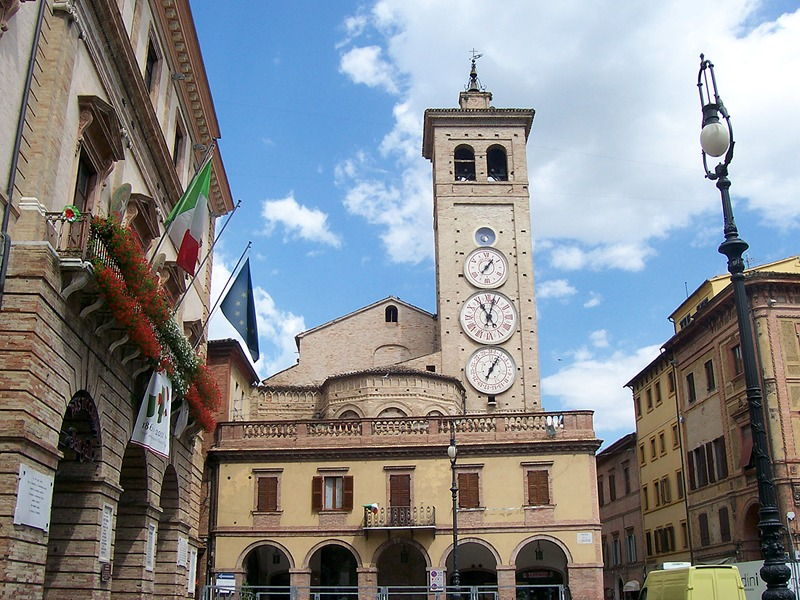
Tour de l'Horloge
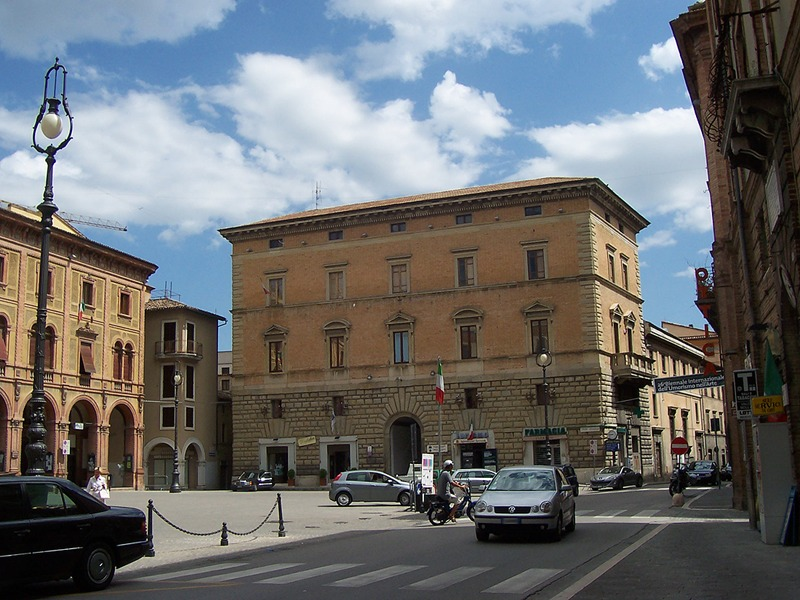
Palazzo Sangallo
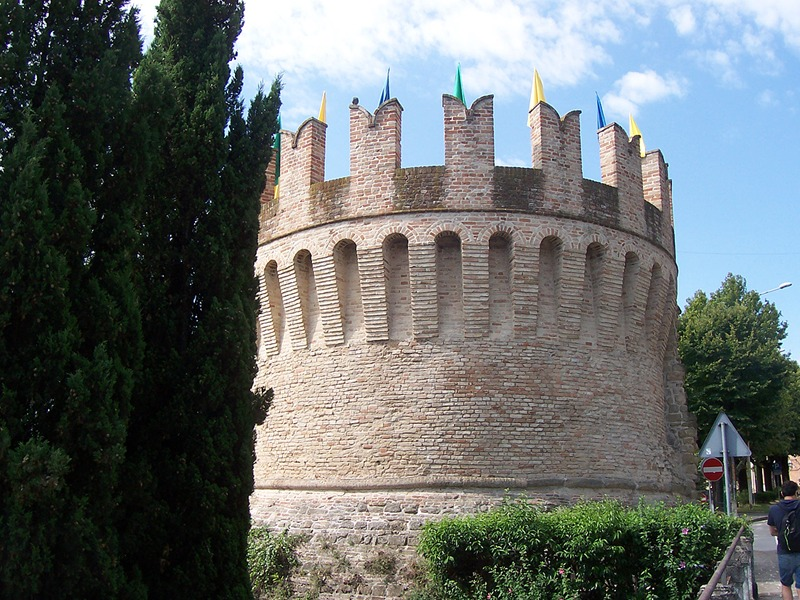
Tour de San Catervo
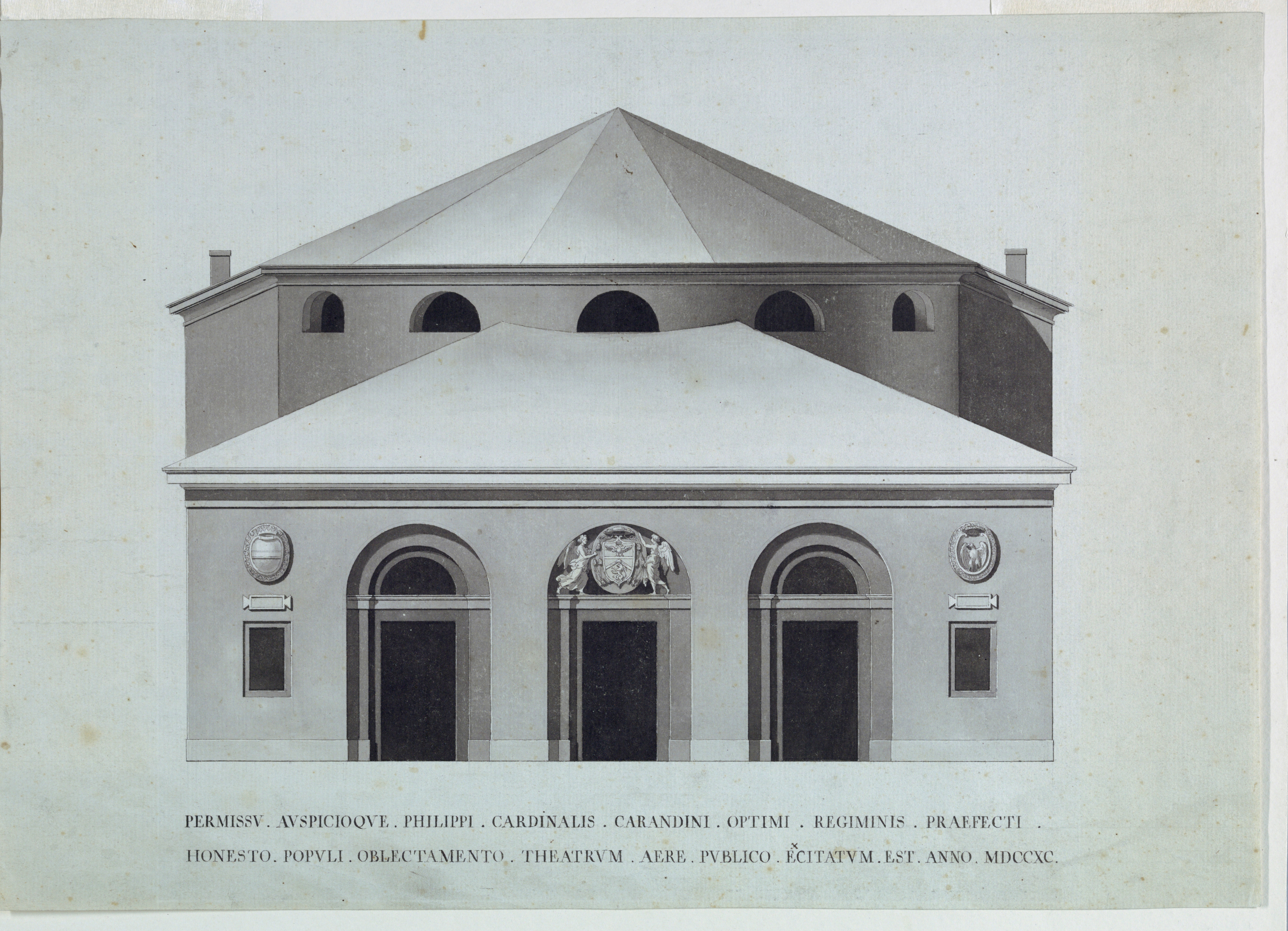
Dessin de 1790 du Théâtre Vaccaj

### Musées
- Musée archéologique Gentiloni-Silverj du Castello della Rancia
- Musée napoléonien (fermé depuis le 30 octobre 2016 pour cause de Tremblement de Terre)
- MIUMOR - Musée international de l’Humour dans l’Art - place de la Libertà[3].
- Musée du Sanctuaire de la Basilique de Saint Nicolas (fermé depuis le 30 octobre 2016 pour cause Tremblement de Terre)[4]
- Musée de la Civilité paysanne à l’abbaye de Fiastra[5]
- Musée de l’Archiconfraternité du Très-Saint-Cœur de Jésus.

### Aire protégée
- Réserve naturelle de l'abbaye de Fiastra

## Personnalités

### Personnalités nées à Tolentino
- Niccolò da Tolentino, (vers 1350 - 1435), condottiere

- saint Nicolas de Tolentino (1245-1305), moine dans l'ordre des ermites de Saint-Augustin
- Francesco Filelfo (1398-1481), érudit et humaniste du Quattrocento
- Mario Mattoli (1898-1980), réalisateur de cinéma

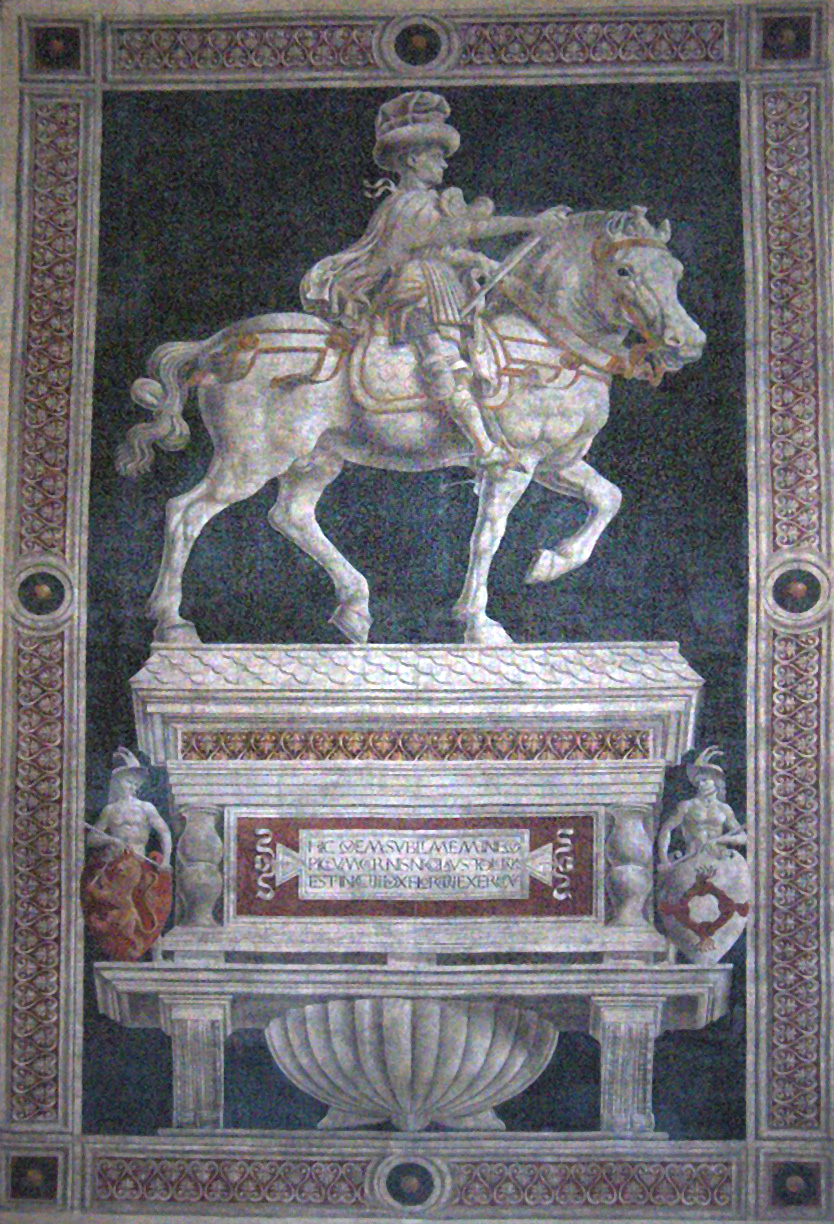
Niccolo da Tolentino représenté par Andrea del Castagno, Santa Maria del Fiore, Florence
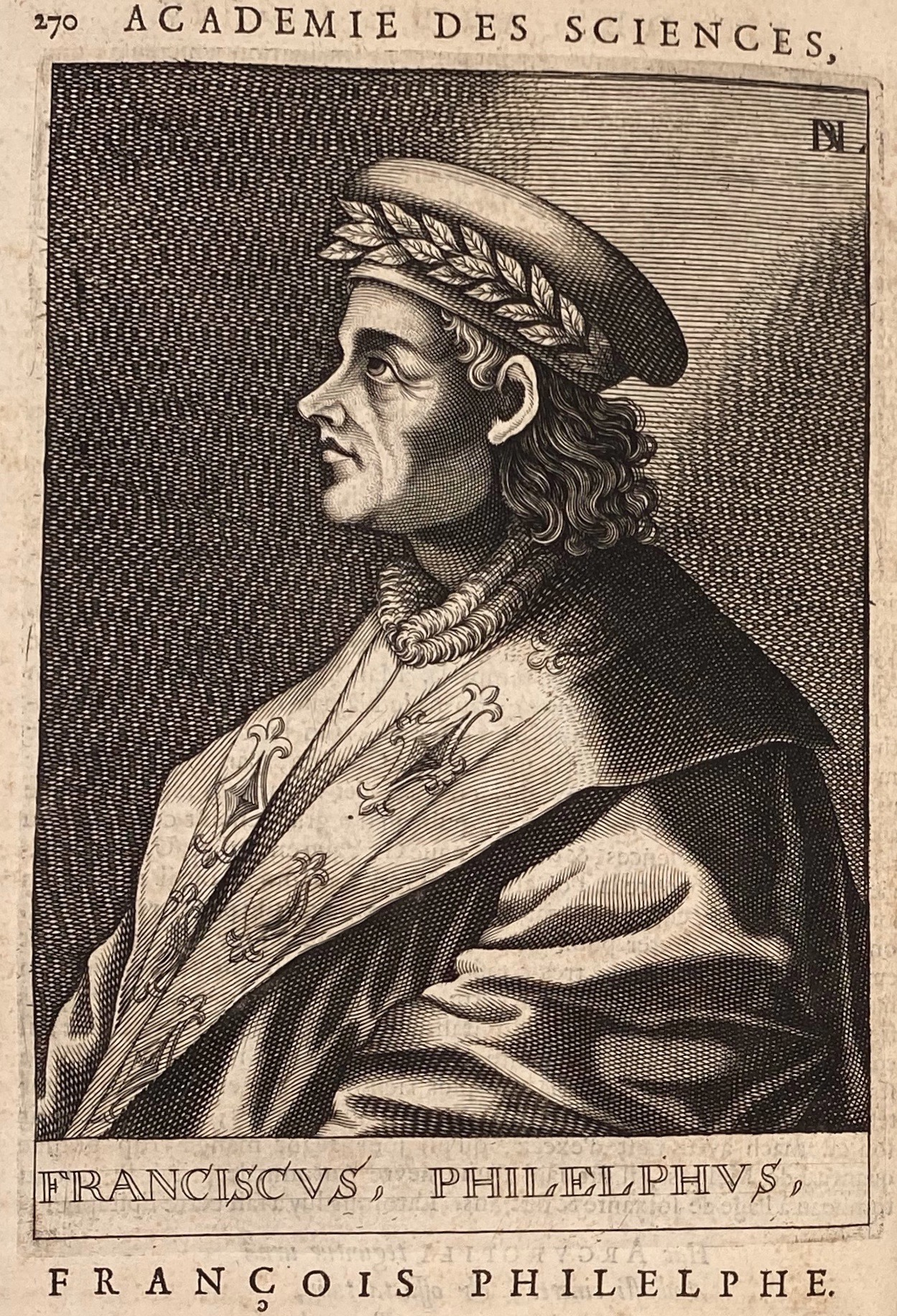
Francesco Filelfo
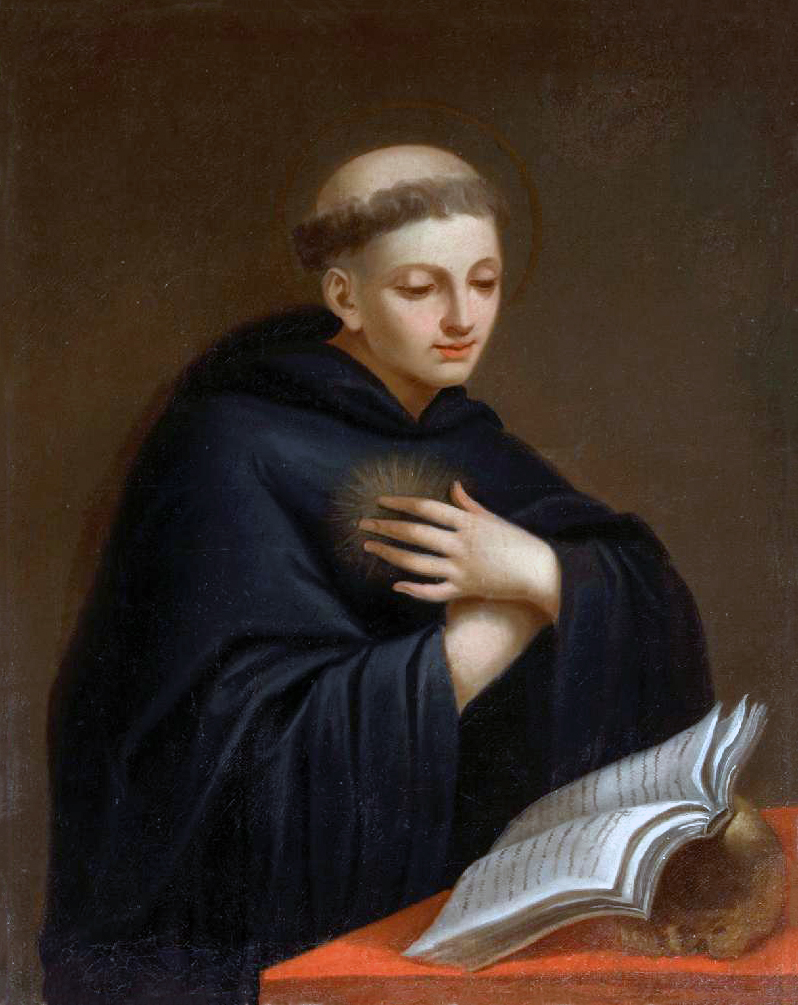
Nicolas de Tolentino
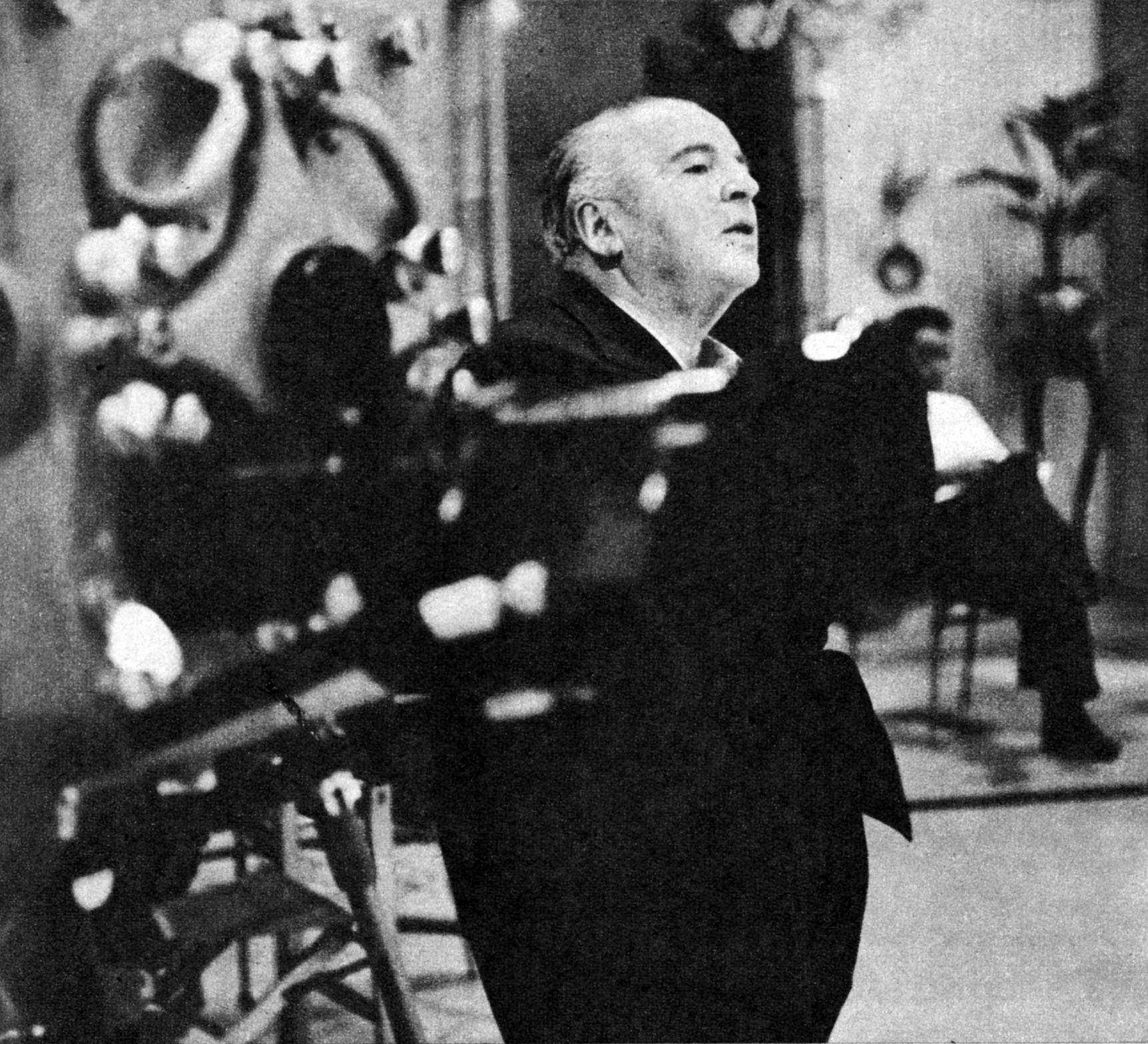
Mario Mattoli, réalisateur

## Tremblements de terre de 2016/2017
Comme dans l'ensemble des zones touchées par les secousses du tremblement de terre entre 3h36 et 4h32 le mercredi 24 août 2016, à Tolentino, la population s’est répandue dans les rues et dans les places jusqu’aux premières lueurs de l’aube. Beaucoup de frayeur, mais heureusement que des dommages matériels bien que considérables. Dans les habitations et monuments, nombreux sont les objets et tableaux qui sont détruits. Nombreuses les fissures qui sont apparues sur les murs. Dès les premières minutes suivant la première secousse, les employés communaux et les volontaires de la Protection Civile, coordonnés par le Maire, ont effectué les premières vérifications aux bâtiments qui sont immédiatement apparus endommagés de manière grave. Ont été fermés, par précaution et jusqu’à nouvel ordre, les musées de la ville.
Pour les graves dommages enregistrés, a été déclaré sinistré un groupement d'habitation situé viale Trento et Trieste, et ont été déclarés partiellement inhabitables quelques édifices privés de la via dell’Aquila, via Stretta, viale Matteotti,contrada Sant’Angelo.
Un atelier de traitement du miel s’est effondré via Pertini, dans l’ancienne église de la Paix datant de 1584. Il est signalé qu’en raison de l’aggravation de la situation structurelle de l’ancienne église de la Paix, fortement endommagée par le tremblement de terre, le Commandement de la Police Locale a fermé au trafic et jusqu’à nouvel ordre la via Nazionale, dans le tronçon adjacent au même bâtiment.

## Administration
| Période                                  | Période      | Identité        | Étiquette        | Qualité |
| ---------------------------------------- | ------------ | --------------- | ---------------- | ------- |
| 2002                                     | 10 juin 2007 | Luciano Ruffini |                  |         |
| 10 juin 2007                             | En cours     | Luciano Ruffini | Uniti nell'Ulivo |         |
| Les données manquantes sont à compléter. |              |                 |                  |         |

### Hameaux
Abbadia di Fiastra, Acquasalata, Ancaiano, Asinina, Bura, Calcavenaccio, Casa di Cristo, Casone, Cisterna, Collina, Colmaggiore, Divina Pastora, Fontajello, Fontebigoncio, Grazie, Maestà, Massaccio, Pace, Parruccia, Paterno, Pianarucci, Pianciano, Pianibianchi, Portanova, Rambona, Rancia, Regnano, Ributino, Riolante, Rofanello, Rosciano, Rotondo, S.Andrea, S.Angelo, S.Bartolomeo, S.Croce, S.Diego, S.Giovanni, S.Giuseppe, S.Lucia, S.Martino, S.Rocco, Salcito, SS.Redentore, Troiano, Vaglie, Vicigliano

### Communes limitrophes
Belforte del Chienti, Camporotondo di Fiastrone, Colmurano, Corridonia, Macerata, Petriolo, Pollenza, San Ginesio, San Severino Marche, Serrapetrona, Treia, Urbisaglia

### Évolution démographique
Habitants recensés